# 阿赫塔拉修道院

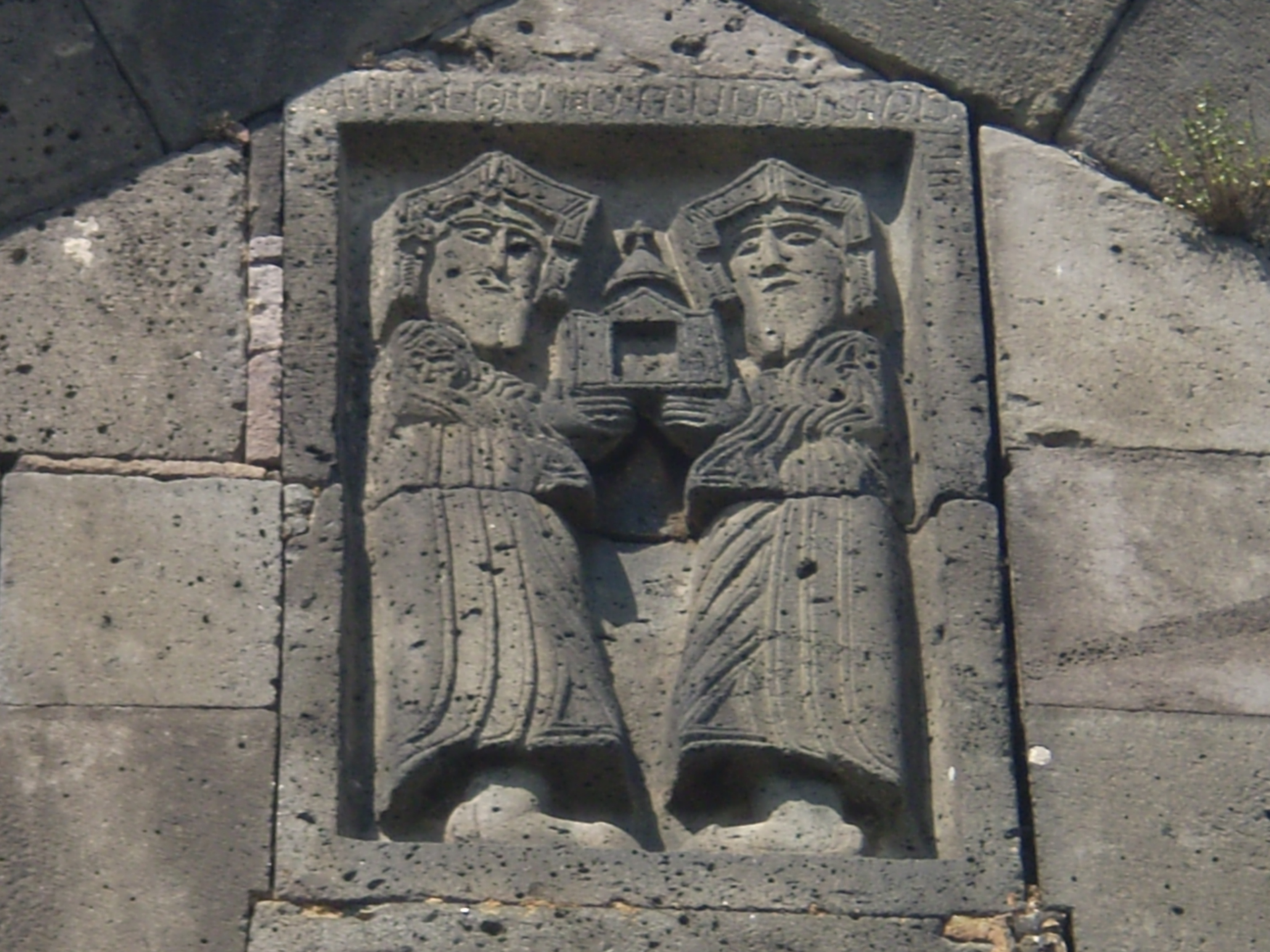
萨那欣修道院，浮雕为巴格拉提德王室斯姆巴特、古尔根二人

阿赫塔拉修道院（羅馬化：Axt’alayi vank’）又称普欣扎万克（Պղնձավանք，直译：「铜修院」），是亚美尼亚一座十世纪落成的亚美尼亚使徒教会修道院，坐落于洛里州马尔兹区阿赫塔拉镇，在耶烈万以北185千米，第比利斯以南87千米，目前基本不使用。修道院同时亦为堡垒，在亚美尼亚西北地区（古加尔克地区）之守卫中发挥重大作用，于今日亚美尼亚诸多堡垒中保护甚为良好。建筑群中主要的教堂因艺术性颇高的湿壁画闻名，覆盖内壁、隔墙乃至承重柱上。阿赫塔拉当今名称首见于1438年一份王家诏令中，其词源据信起自突厥语，意为「白色的林中空地」。修道院于此初建时此地亚美尼亚语原名为普欣扎汉克（Պղնձահանք），意为「铜矿」。

## 堡垒

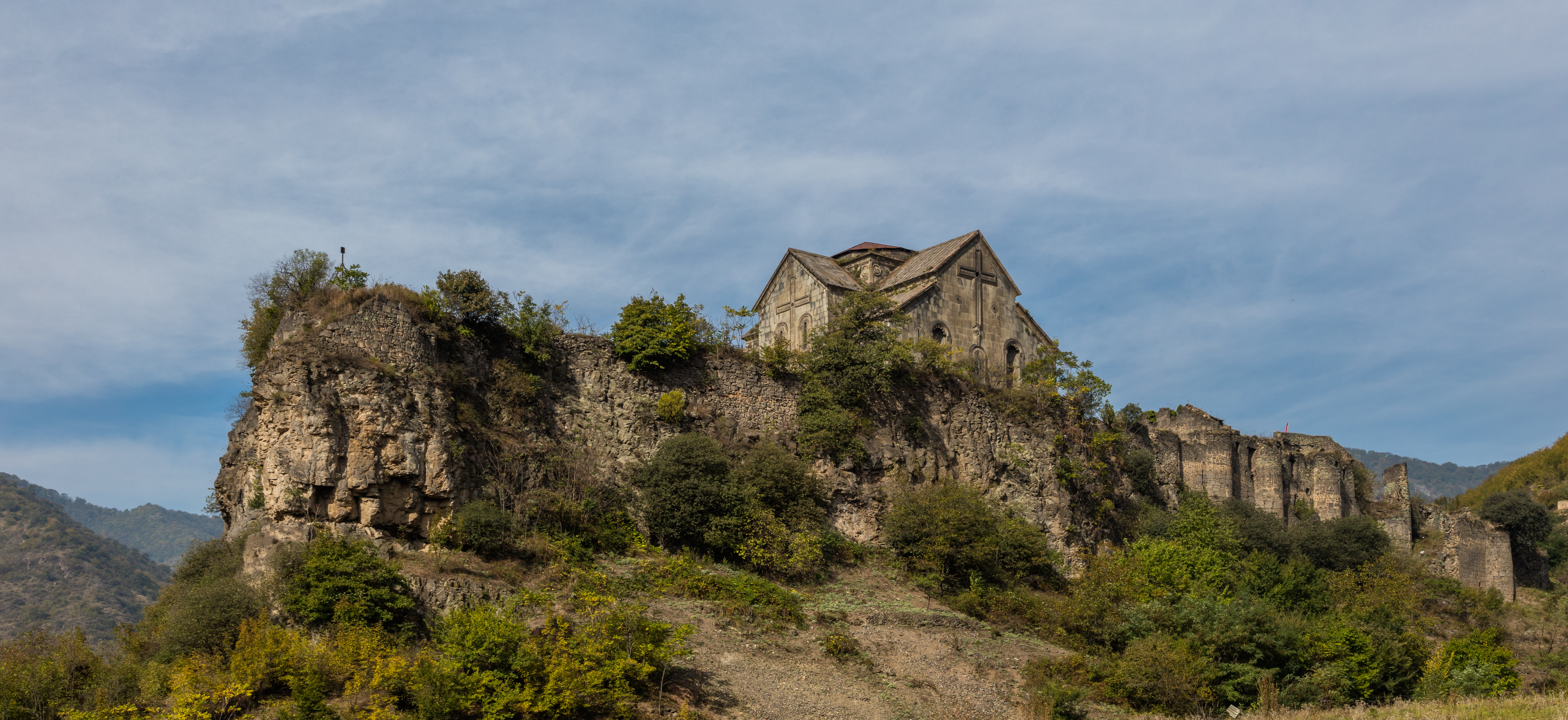
修道院坐落堡垒城墙中

1887年至1889年间法国考古学家雅克·德摩根在阿赫塔拉附近发现576座矩形石冢，并有陶土、青铜、铁所制文化物品，年代追溯至公元前八世纪；今称阿赫塔拉之聚落，五世纪时名阿加拉克。堡垒之建于青铜、铁器时代的地基上，几可确信。十世纪晚期，堡垒由丘里基德公室筑造，此为巴格拉提德王族一支，源出古尔根。古尔根为亚美尼亚王仁慈者阿绍特三世、王后霍斯罗瓦努什之子，二人赞助阿赫塔拉不远处萨纳欣、哈格帕特两座修道院。其兄弟有征服者斯姆巴特二世及加吉克一世，于此列王治下，巴格拉提德王朝臻于荣盛之极点。

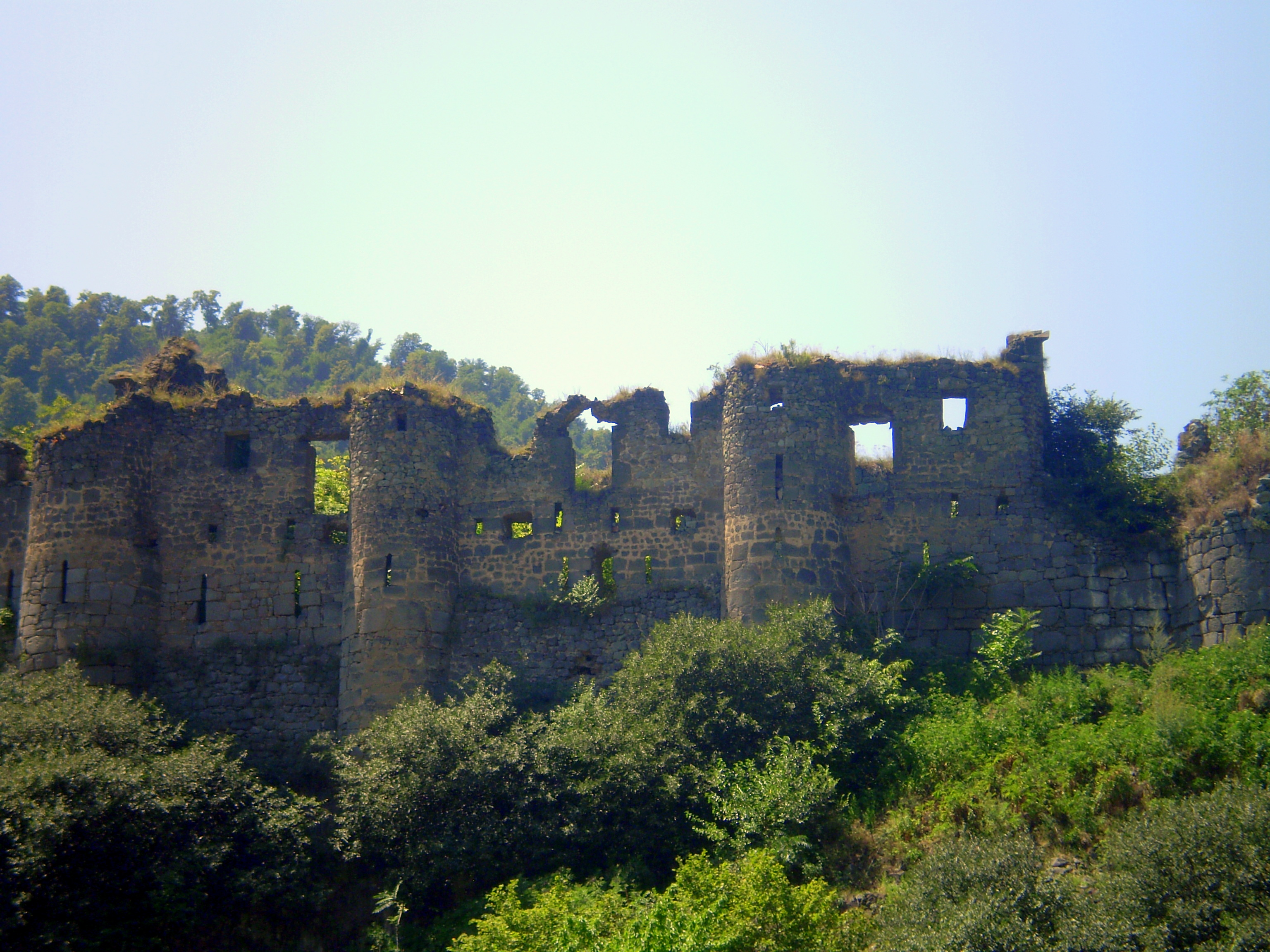
要塞东墙。

阿绍特三世于古加尔克建立洛里王国乃出于战略考量，982年封古尔根至此。古尔根及其兄弟斯姆巴特在萨纳欣、哈格帕特两院赞助人塑像中均有描绘。塞尔柱帝国袭来、塔希尔-佐拉盖特王国倾覆，丘里基德公族东迁塔武什及梅茨纳贝尔德（Մեծնաբերդ），仍同先祖在阿赫塔拉之堡垒城防有所联系。堡垒所在有岩石升出地表，城堡建其上，三面下临深谷，是为天成屏卫。峭壁间有处所或可抵达，则以塔楼高墙加固。入城仅有北侧一条通路，塔楼城墙形貌如钟，扞卫入口。堡垒之墙、塔以玄武岩砌就，其色微青，缝隙填以石灰浆。到十二世纪末叶，丘里基德公族为塞尔柱所制，权势渐失。
扎卡良公族统领格鲁吉亚亚美尼亚两族成军，解放亚美尼亚大部地区，阿赫塔拉之修道生活从而复苏。十三世纪史家基拉科斯·甘扎克齐及瓦尔丹·阿列韦尔齐称此一带为普欣扎汉克，以周围铜矿积淀丰富。甘扎克齐如是记载：
扎卡雷之兄弟伊瓦涅（那年）也去世了，葬在普欣扎汉克他自己建起的教堂附近，他将教堂从亚美尼亚人手中夺取，改作了格鲁吉亚修道院。

1180年代普欣扎汉克成为伊瓦涅·扎卡良之产业。时其兄弟扎卡雷从亚美尼亚使徒教会，伊瓦涅则已信从格鲁吉亚王廷所从之正教会。亚美尼亚北部数座修道院之宗派为扎卡良-姆哈尔格尔泽利公族所改，入格鲁吉亚正教会，其中著名一例在科拜尔。如此伊瓦涅于格鲁吉亚王廷之地位得以巩固，于信仰迦克墩基督教的亚美尼亚人中亦建立影响。此类亚美尼亚人多居于亚美尼亚北部及西北部。扎卡良公族自1220年代起渐失权柄，当时蒙古袭来格鲁吉亚，灾殃无算。伊瓦涅之子阿瓦格被逼承认臣服于蒙古领袖绰儿马罕。蒙古统治持续至1340年，突厥诸部连连攻城略地，将其统治打断。突厥黑羊王朝部开始进攻高加索地区，至1400年占据亚美尼亚多数领土。黑羊王朝之统治又为帖木儿之征服所中断。环绕阿赫塔拉峭壁中一处名为「连克帖木儿」（Լենկթեմուր），以帖木儿为名，据民间传说其将一妻葬于崖下。

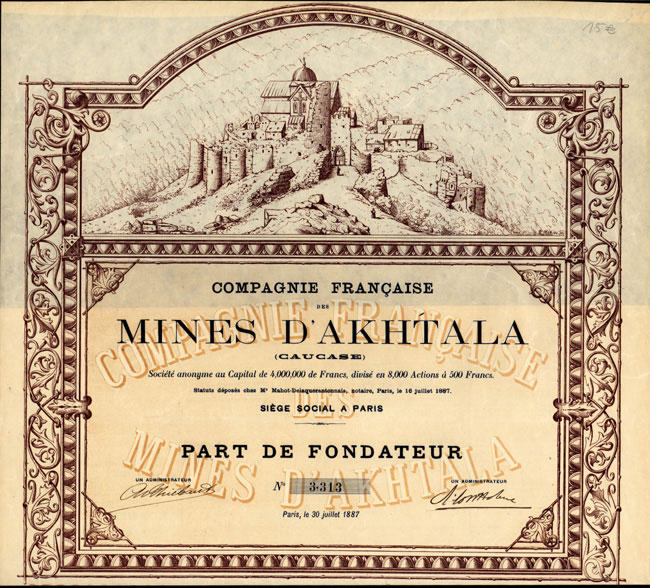
1887年法国为阿赫塔拉矿脉所发行之债券，绘有其堡垒及修道院

十八世纪晚期修道院开始服事希腊族人，彼等居于阿赫塔拉，是为在当地金银矿中劳作。1763年，格鲁吉亚王伊拉克略二世粗算希腊人从奥斯曼境内居米什哈内移居阿赫塔拉者有800户。希腊人称修道院为「梅拉马尼」。其矿工于修道院壁上刻划有痕。十九世纪阿赫塔拉重为亚美尼亚王公族梅利科夫家族所得，而今修道院于每年9月20日至21日举行朝圣，亚美尼亚人、希腊人、格鲁吉亚人于此场合皆汇聚而来。2006年9月20日，时任希腊大使帕娜伊奥塔·马夫罗米哈利参访修道院。阿赫塔拉一座采矿加工工厂不断将铜矿矿渣倾于修道院下方坑中，当地居民以其为不利。

## 圣阿斯特瓦察津（诞神女）教堂

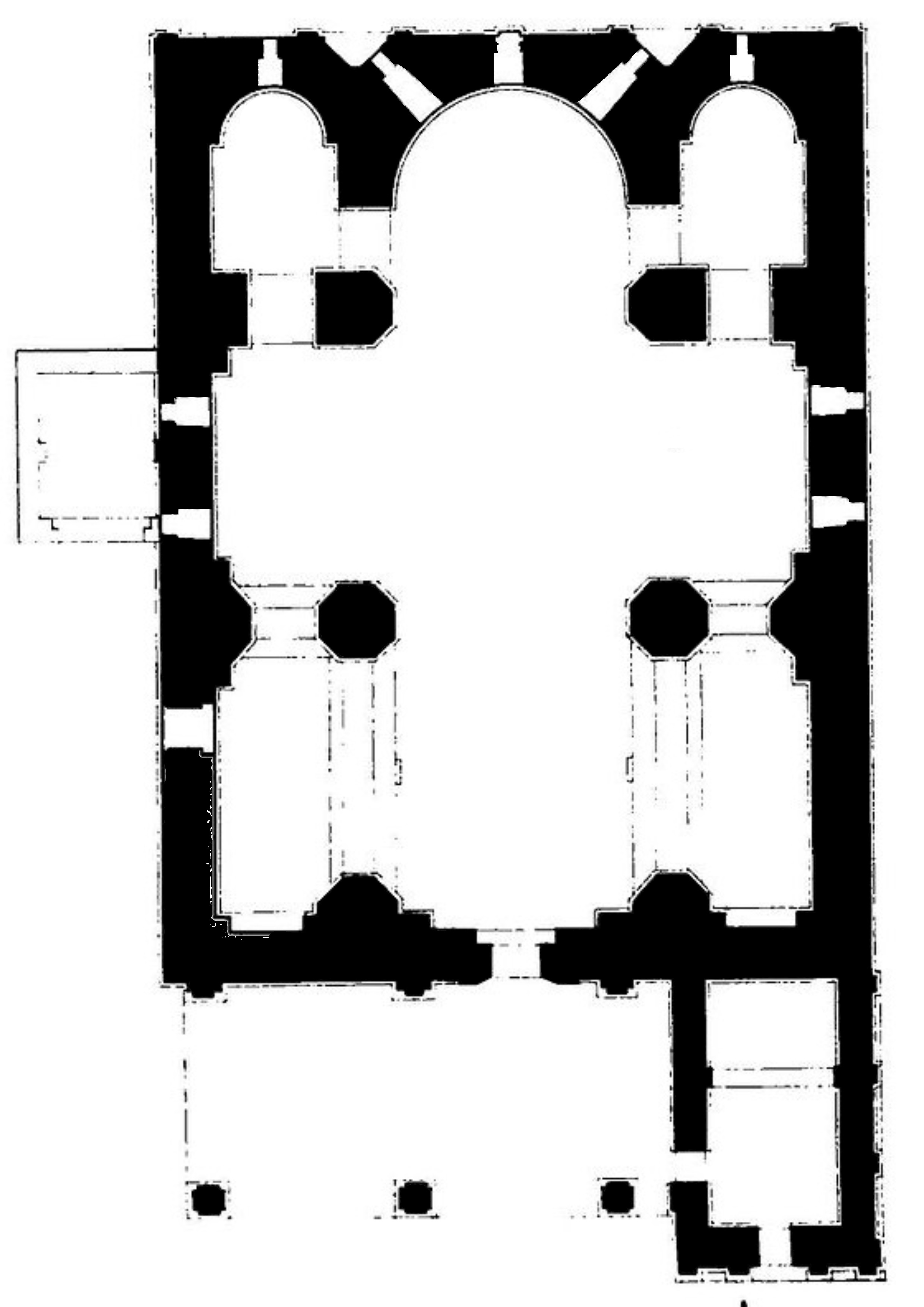
阿赫塔拉修道院平面图

修道院墙内之主要建筑为圣阿斯特瓦察津（诞神女）教堂（Սուրբ Աստվածածին եկեղեցի）。其确切建造时间未明，一般认为是十一至十三世纪所建建筑群，然当今之教堂实建于更古之地基上。基拉科斯·甘扎克齐提及，伊瓦涅·扎卡良1227年安葬此地。斯捷潘诺斯·奥尔贝良则于1216年记有此堂。现代研究者将教堂内壁画之年代定在1205年至1216年间。古尔根二世之女玛丽亚姆公主于1188年在一十字架石背后记文，此十字架石在阿赫塔拉周边一处名阿约尔之地寻得，其上文中记载在阿赫塔拉兴建诞神女教堂诸事。十字架石上刻文宣示如下：
我，丘里克之女玛丽亚姆，在普欣扎汉克建立圣阿斯特瓦察津教堂，那些敬重我们的人，会在祷告中记念我们。

1185年玛丽亚姆在哈格帕特修道院主堂修建的前厅已然落成。据当地所传一些说法，教堂于七世纪由亚美尼亚出身的拜占庭皇帝希拉克略修建。又有传说以教堂为五世纪时格鲁吉亚王瓦赫坦格一世·戈尔加萨利建造。两种传说均无合理证据支撑。

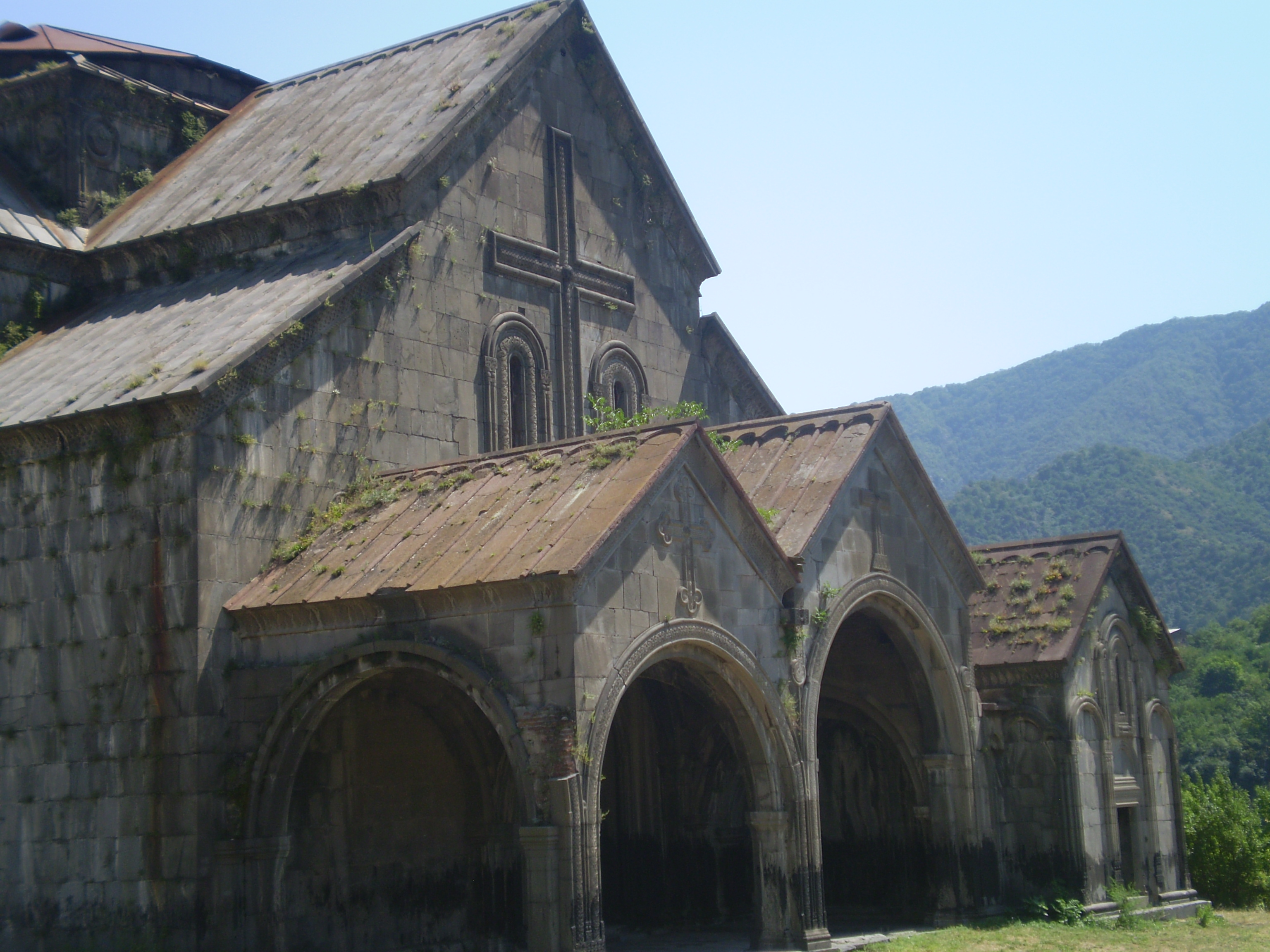
教堂西立面，拱形厅堂及其入口

教堂曾藏有十字架，依民间传说曾由施洗约翰使用，为耶稣基督施行洗礼。据传，王公普罗什之父瓦萨克将此圣人遗物交与伊瓦涅·姆哈尔格尔泽利，伊瓦涅其后将其出售至休尼克之诺拉万克修道院，获资不少。
教堂位于堡垒占地中央，在其纵向中轴一侧。其分类属带穹顶的巴西利卡教堂，承重柱同侧礼拜堂后殿两旁之部分融合。两对拱将纵向伸展的礼拜大殿分为三座中殿，其居中者（两旁为侧礼拜堂）于东向末端结作后殿，地面微举，成半圆形，两侧礼拜堂末端则为圣器室。诸礼拜堂有风格鲜明的圣像画，颇有特色，其主题丰富、色彩多样（蓝色为主）。建筑向高处之轴线冠以壮大的穹顶。穹顶高处集为一点，带有圆柱形鼓座，今不存世。穹顶于帖木儿入侵期间遭到毁坏；1784年阿瓦尔人奥马尔汗自达吉斯坦侵略外高加索时乃彻底隳毁。十九世纪高加索总督区辖下，王公米哈伊尔·沃龙佐夫于穹顶原位建造半球形木穹，覆以薄铁板。苏联时代穹顶有所修复。

## 圣阿斯特瓦察津教堂壁画

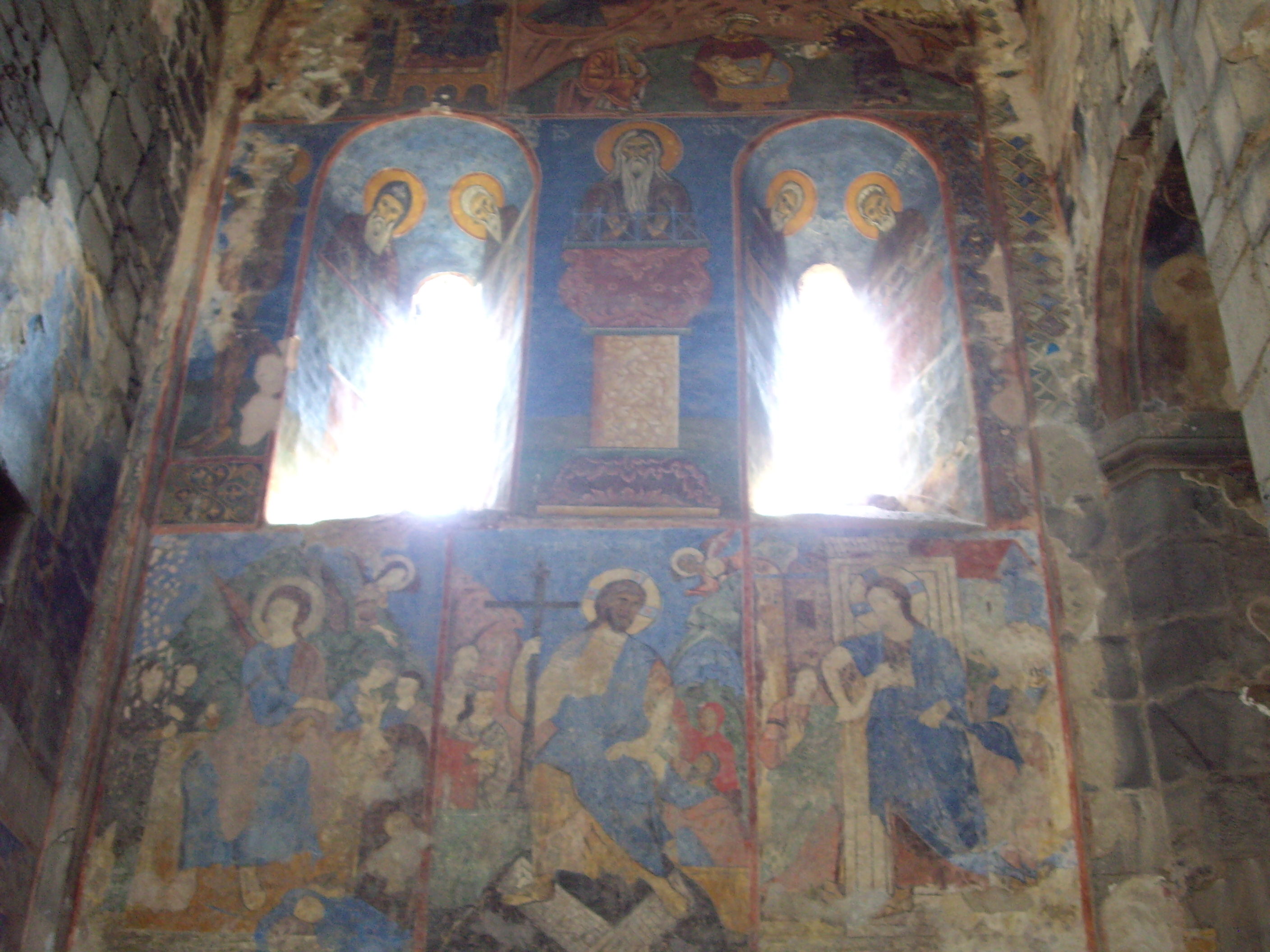
教堂南墙壁画一瞥

此地之壁画为拜占庭帝国传统边界以外拜占庭艺术之一极佳代表。其中多记有格鲁吉亚文及希腊文之经文。壁画于阿德贝格伊瓦涅·姆哈尔格尔泽利赞助下，1205年至1216年间绘制。壁画同十一世纪亚美尼亚所制穆赫努福音中之细密画有所类似。壁画之着色，特点在于其为典型拜占庭风格，而壁画之主题方案则更倾亚美尼亚式。新旧约全书中场景及多位圣人皆绘于壁画上，圣人中包括启蒙者格列高利在内。穹顶绘有童贞女马利亚之巨幅画像，怀抱耶稣，此壁画损毁严重，仅部分幸存。童贞女之下绘有圣餐场景，其中耶稣绘出两次，左右转身，向使徒分饼。使徒画像中彼得、约翰、保罗、马太四人画像尚存。其他更普通的基督教圣人绘于圣餐场景以下，其中有教宗西尔维斯特一世、亚勒腓的儿子雅各、金口约翰、凯撒利亚的巴西流、启蒙者格列高利、姆茨宾的雅各、罗马的克莱孟、神行者贵格利、亚历山大的区利罗、凯撒利亚的优西比乌，等。西墙上壁画则描绘上帝的国之景象。北墙则描绘耶稣受大祭司该亚法及罗马总督本丢·彼拉多审问之场景。部分壁画于1979年修复。另外，拱、壁龛乃至柱上均绘有壁画。

## 其他建筑

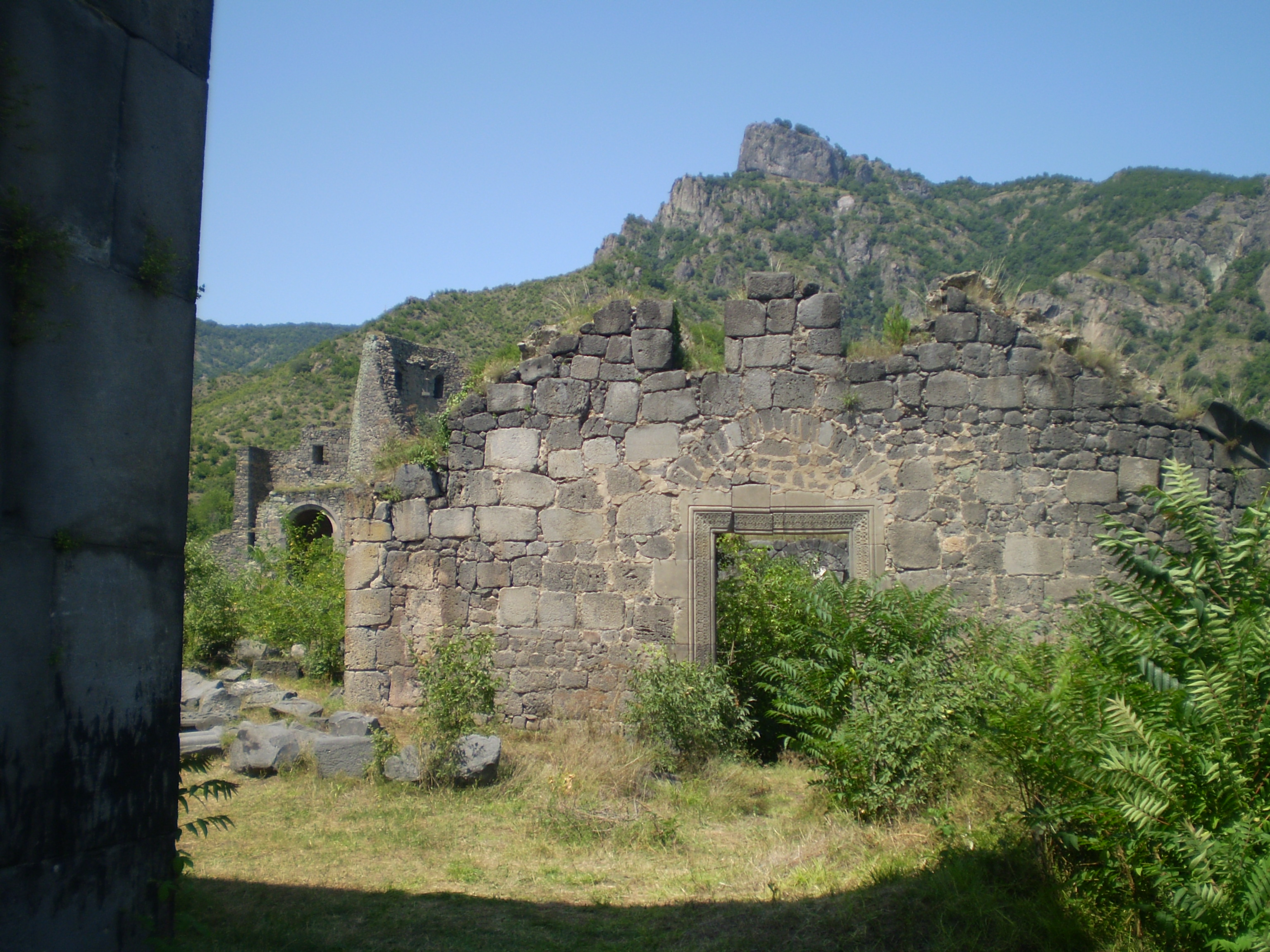
修道院建筑群遗迹

次于圣阿斯特瓦察津教堂，建筑中最著名者则当属倚其西墙而建的矩形礼拜堂。主堂外立面余留部分正在其侧，屋顶带脊。1227年伊瓦涅·姆哈尔格尔泽利及其子阿瓦克安葬于斯。主堂北墙又连有一小建筑，其屋顶为坡面，此屋用于贮藏仪式用具。修道院西北侧有一教堂不同主堂相连，单中殿、坡屋顶。其侧原另有一建筑，今不存。尚有大量坍塌房舍及辅助建筑分散于要塞范围内，例如一两层房舍，当为卫兵住所。修道院中亦有传统的隧道网、地窟、水库、酒窖等，中世纪亚美尼亚，如此建构于几乎一切修道院中皆可寻得。距此修道院不远可见其他中世纪遗迹，如圣三一修道院、圣乔治教堂、十三世纪的春日纪念碑、十九世纪的俄罗斯礼拜堂、希腊教堂、各式十字架石、礼拜堂等等。

## 知名居住者
附近十字架石上铭文载明1240年代修道院由佩特列（Պետրե）领导。而居住院中最著名之人物当为翻译家及书吏普欣扎汉克的西门，其日记留存至今。此人生于1188年，曾在阿赫塔拉为教士数年，翻译拜占庭神学著作。其同另一信仰迦克墩基督教的亚美尼亚人特拉布宗的米纳斯·休纳基亚茨合作。1227年西门集结一卷尼撒的贵格利之著作。其日记记载：
1227年我完成尼撒的贵格利主教书籍的工作，那是一本保养得当的老本子，是有罪的、不配的教士西门翻译的，他住亚美尼亚、洛列镇附近，在普欣扎汉克的诞神女修道院中。这书在阿德贝格伊瓦涅的统治下翻译，他是修道院的建立者。愿上帝赐他和他的儿子长寿。
西门并将继任者普罗克洛之《神学要旨》、大马士革的约翰之《智慧之源》、西奈的约翰之《神圣攀登的天梯》，以及《格鲁吉亚编年史》（羅馬化：k’art’lis c’xovreba）《希腊祷书》等书译介入亚美尼亚。西门还提及其只翻译尚未译成亚美尼亚文的作品。此外，二十世纪亚美尼亚裔知名电影人谢尔盖·帕拉杰诺夫在其作品《石榴的颜色》中于此修道院拍摄两个片段。

## 图集

阿赫塔拉修道院
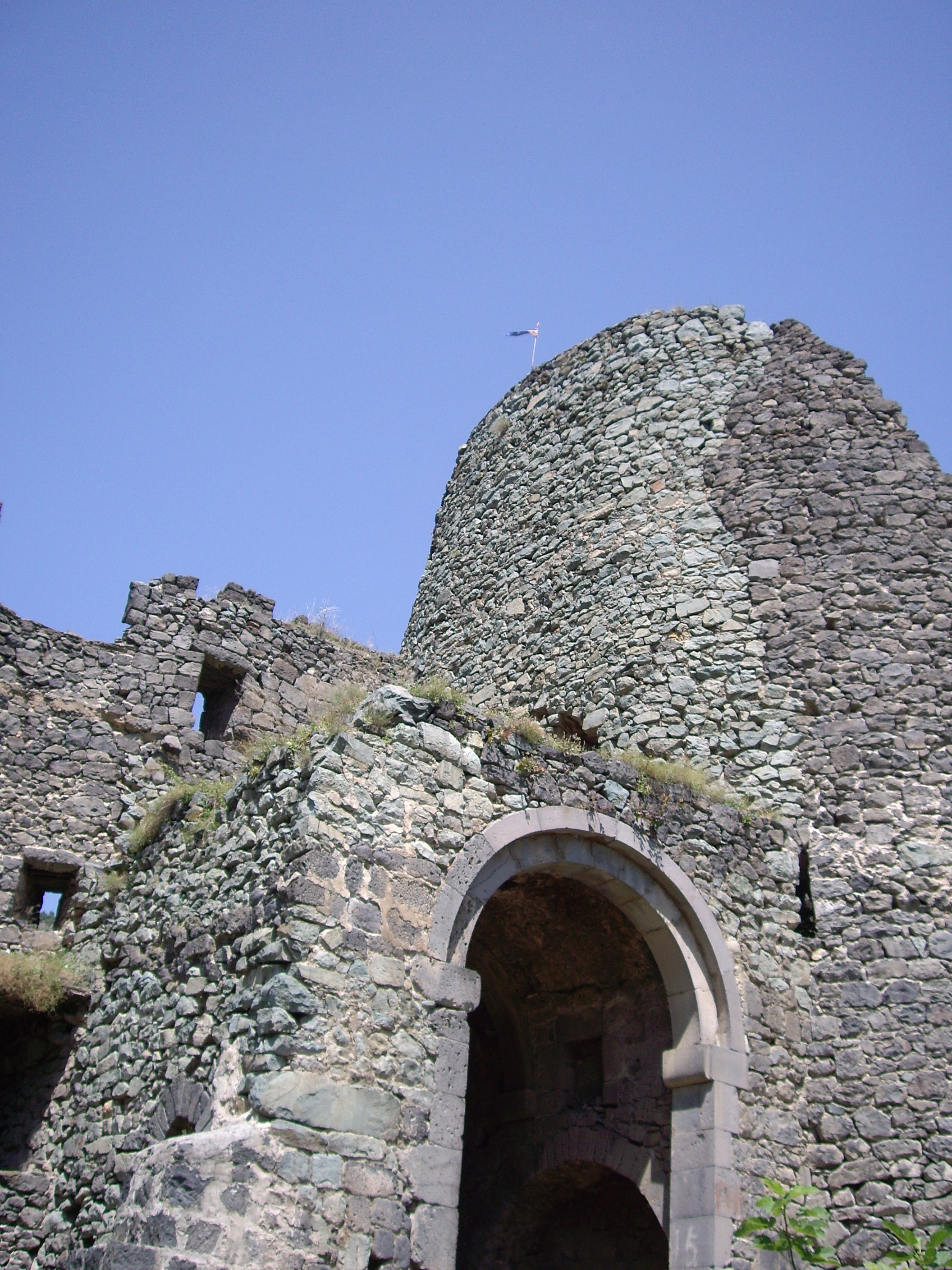
北墙，入城唯一通路
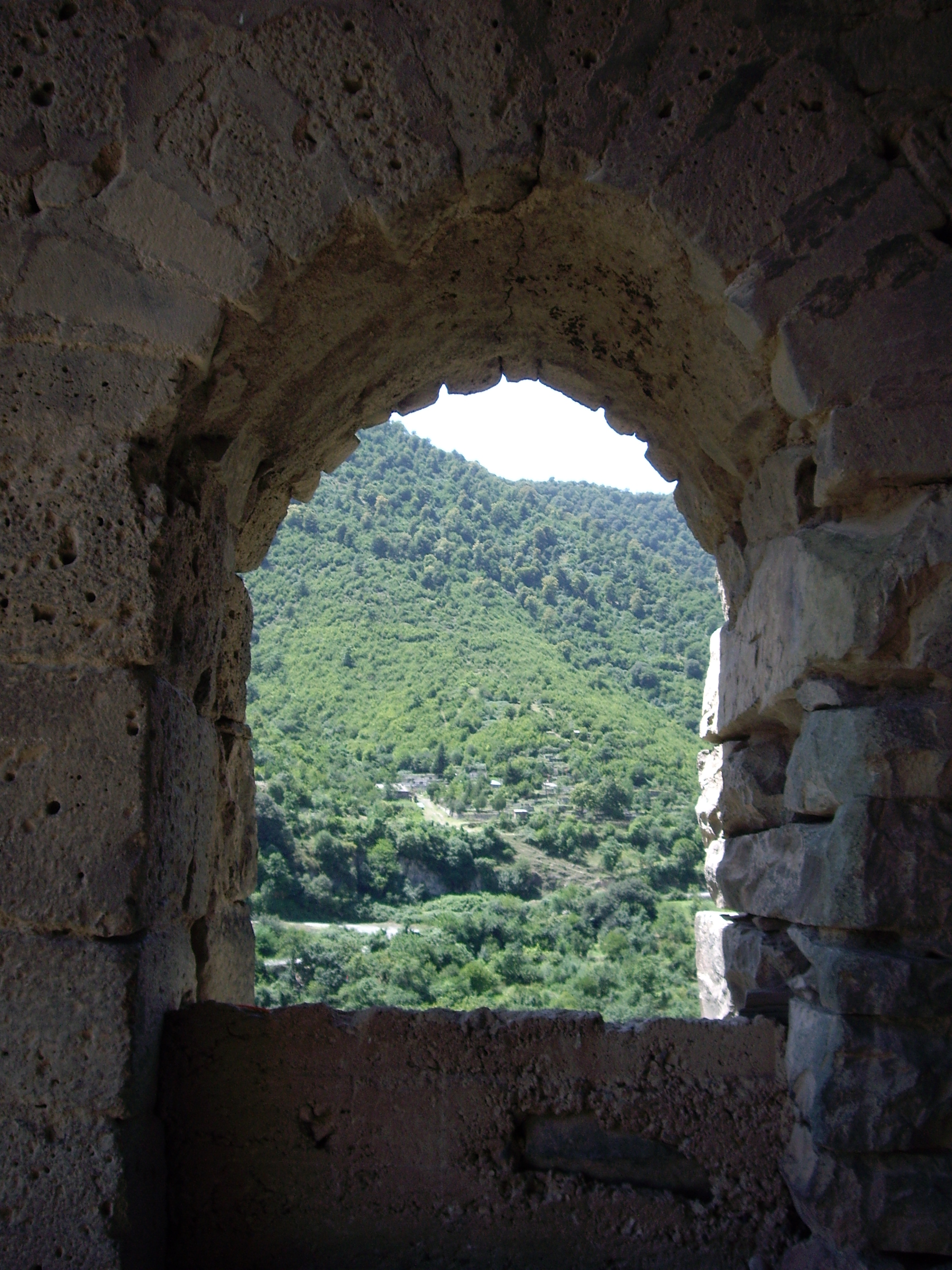
自堡垒窗户向外见山丘一景
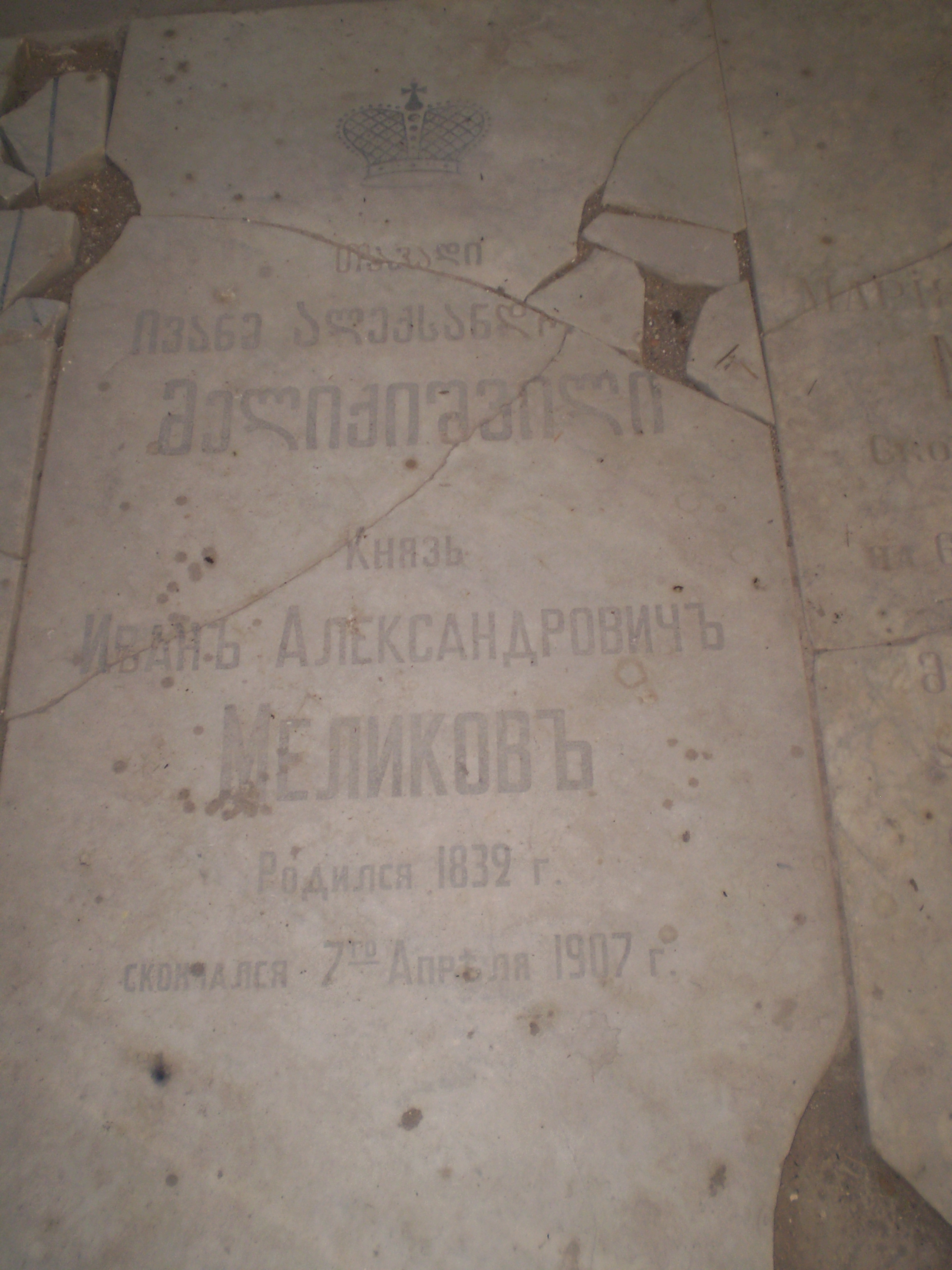
王公伊万·亚历山德罗维奇·梅利科夫墓
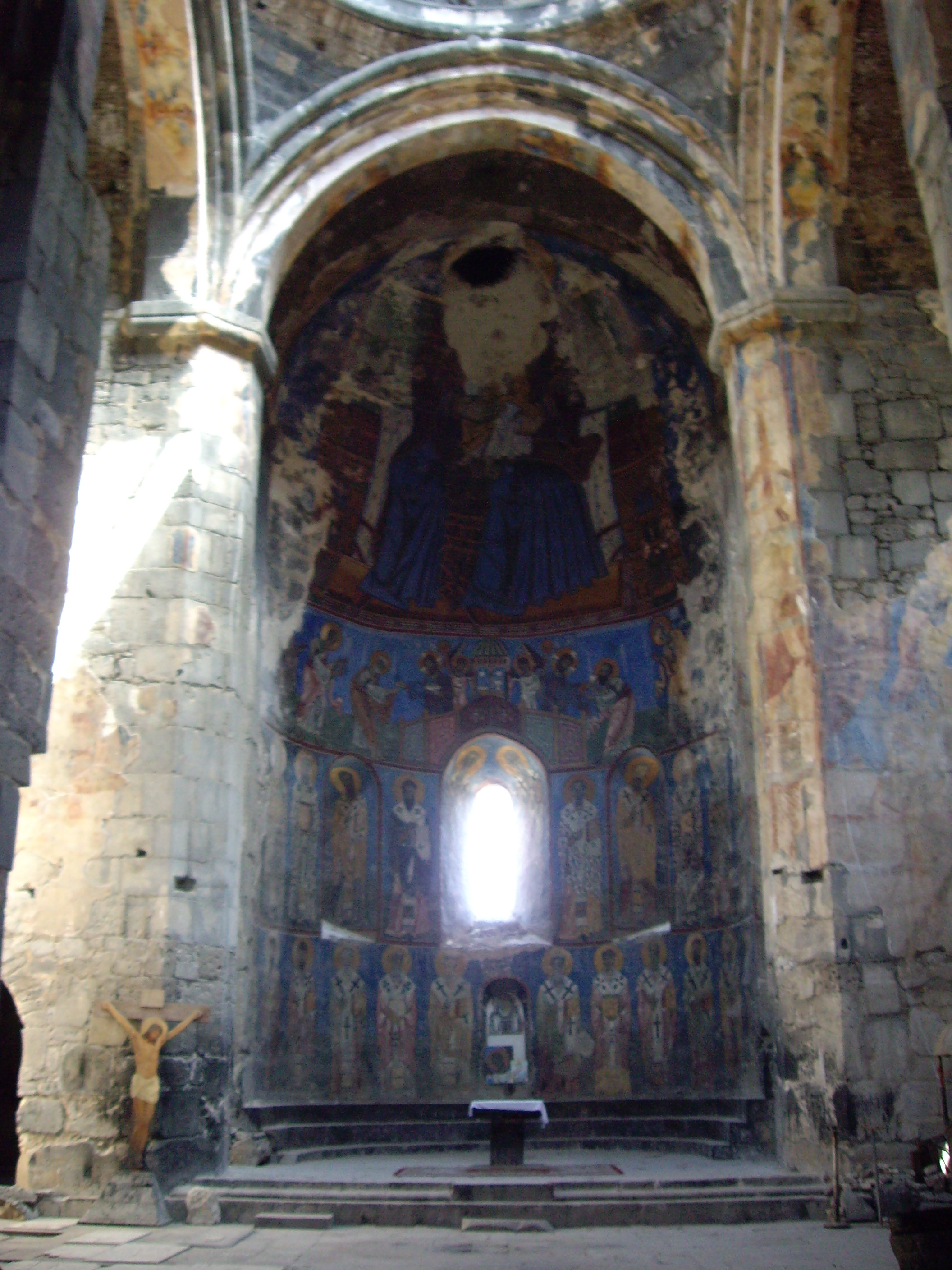
教堂主祭台及其壁画
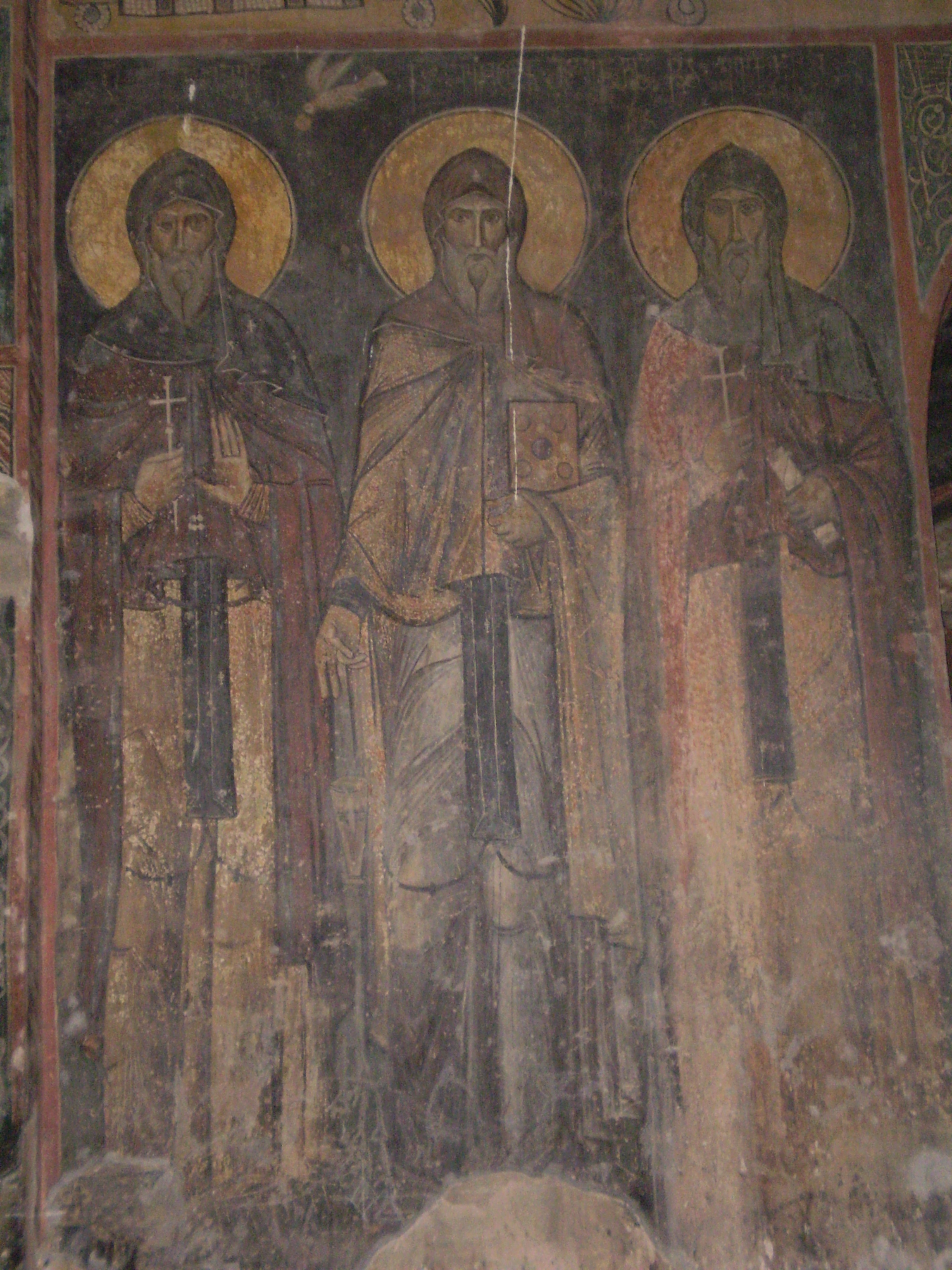
西墙壁画（左下部）
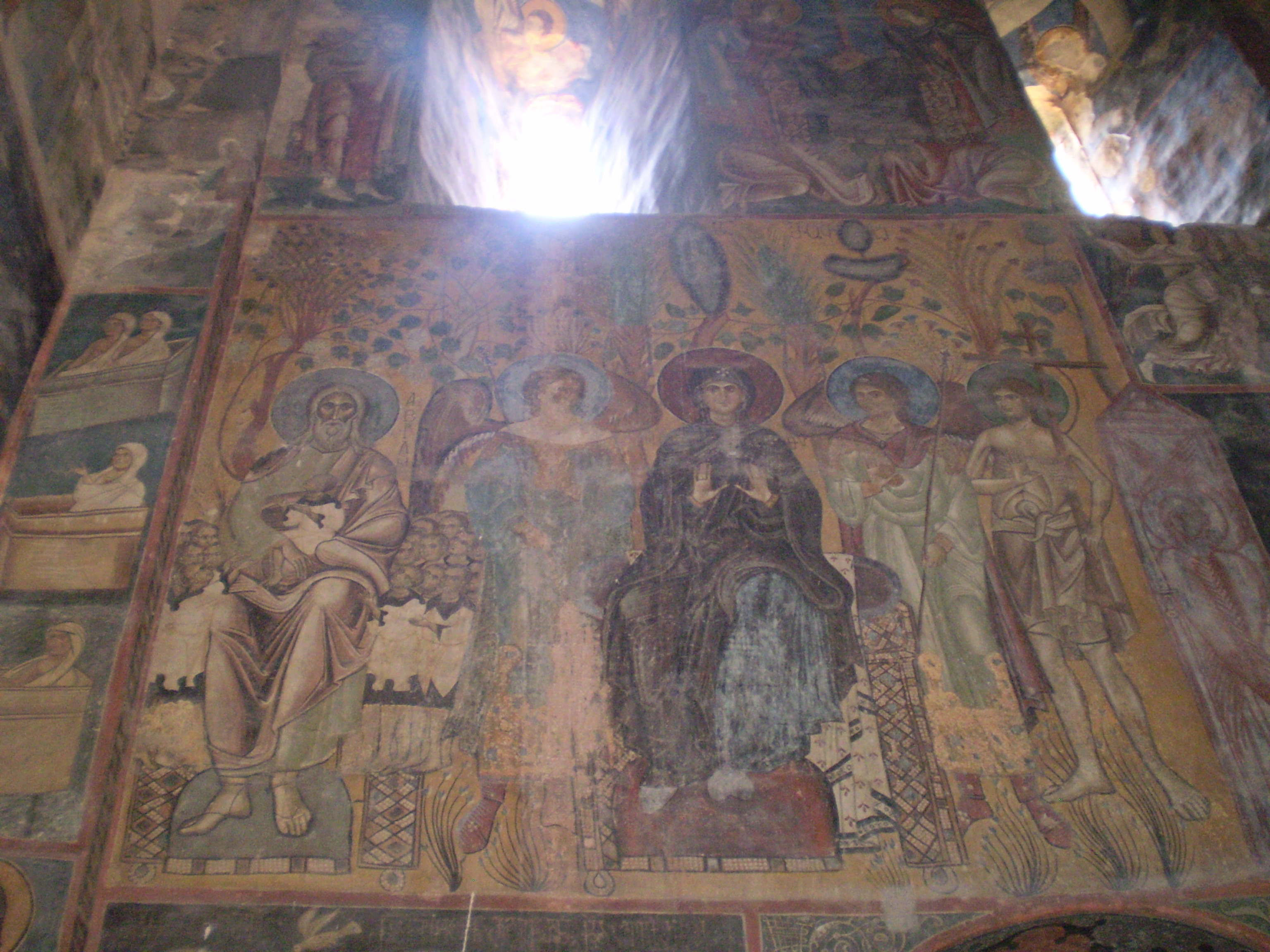
西墙壁画（中部）
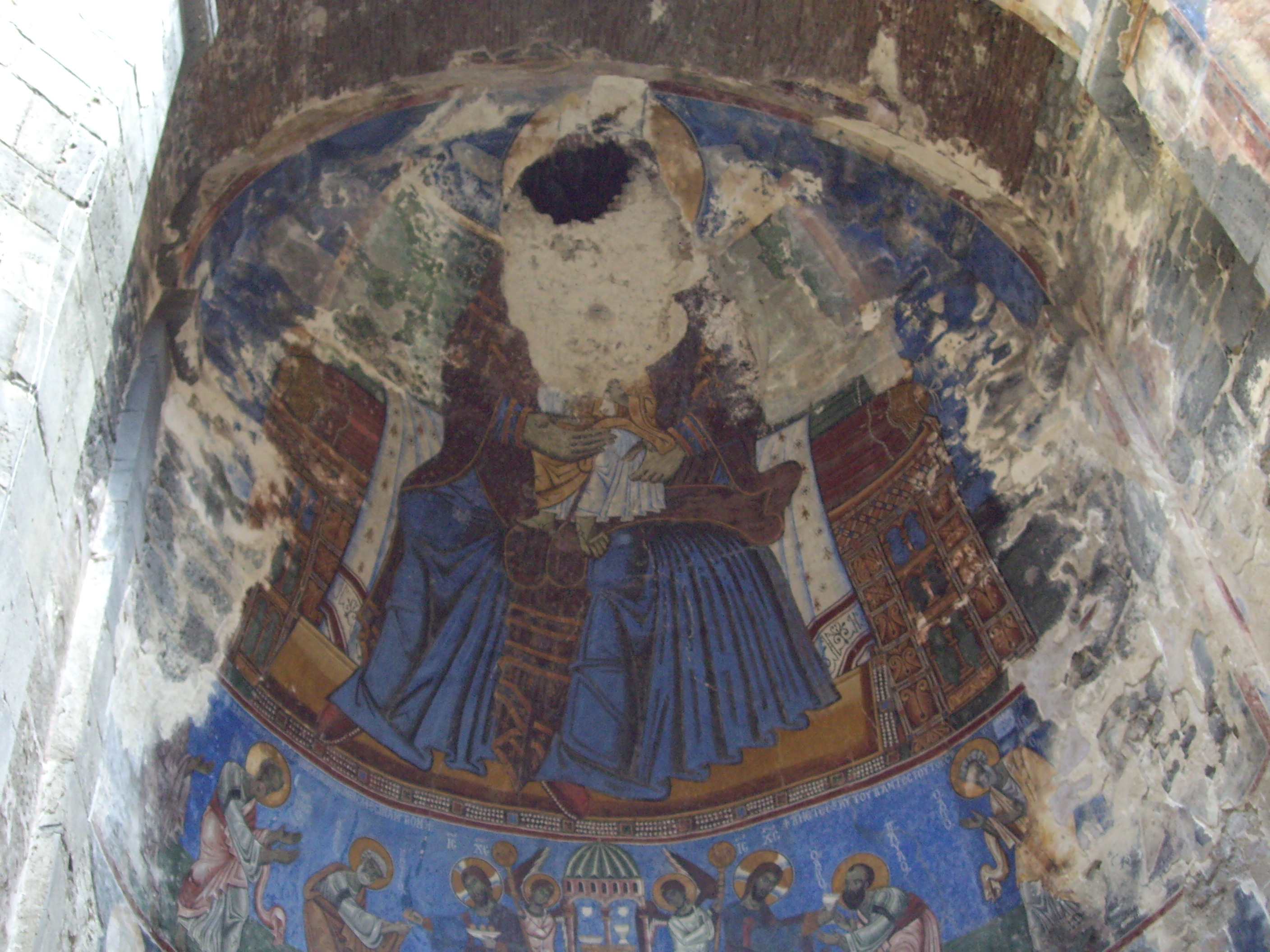
童贞女马利亚怀抱耶稣图，严重残损
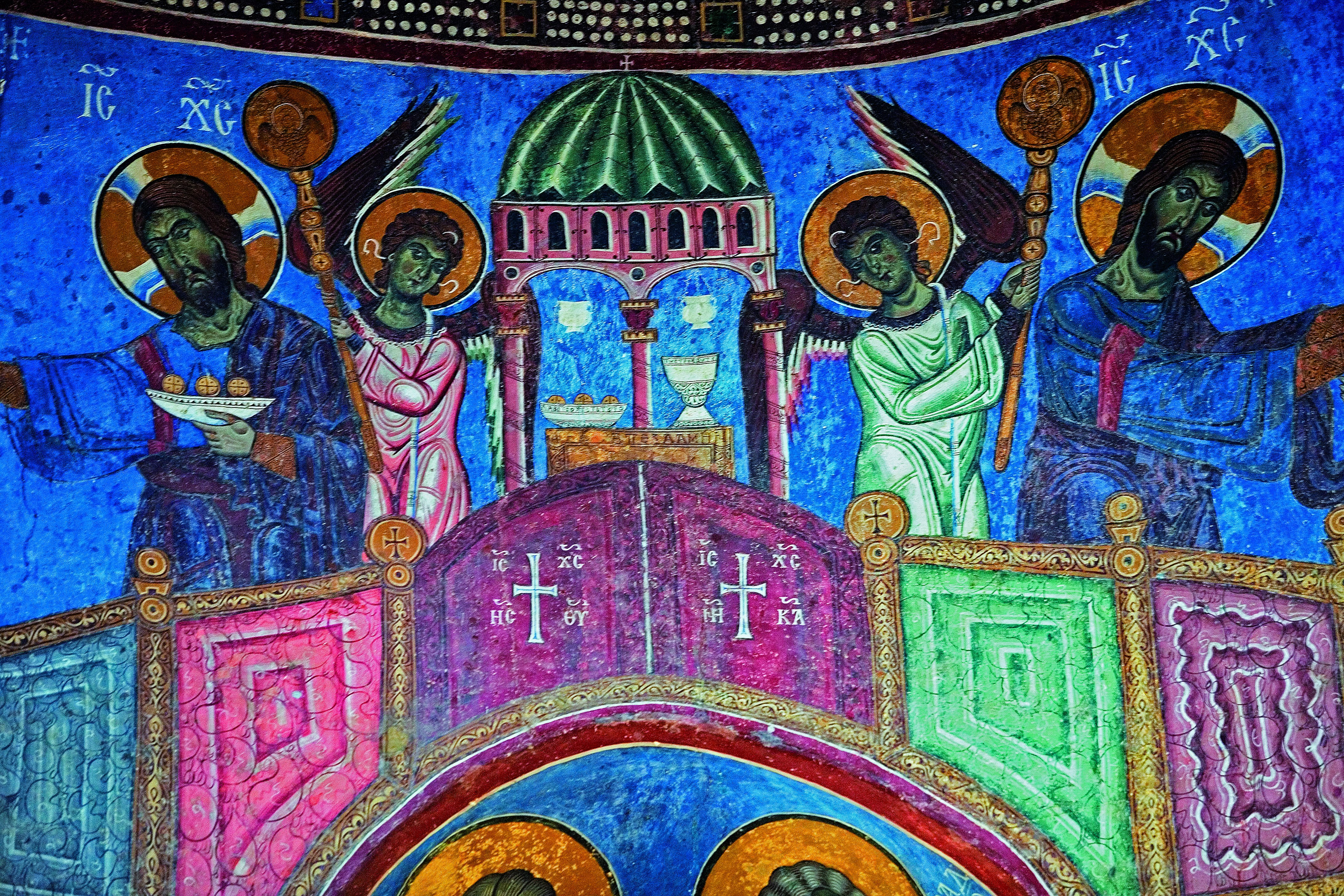
修道院中湿壁画
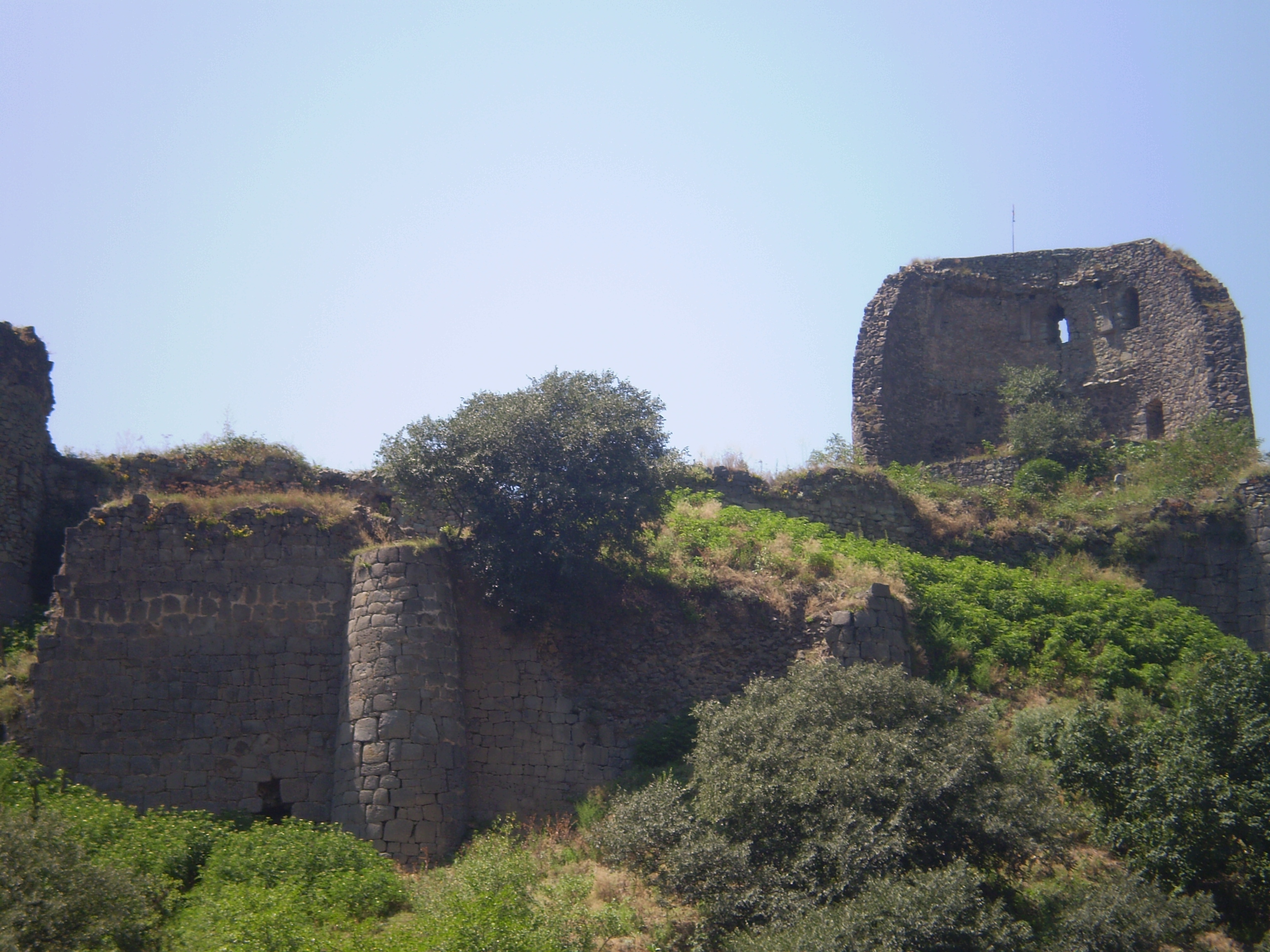
东墙一角
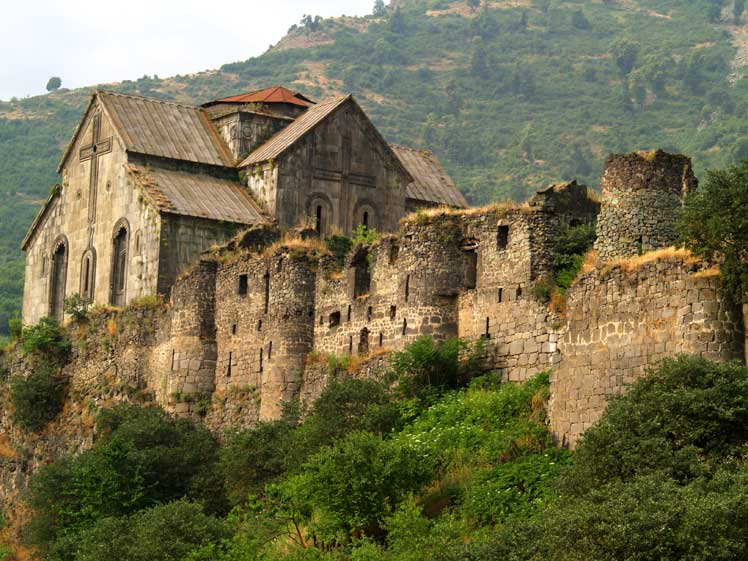
修道院及其防御城墙
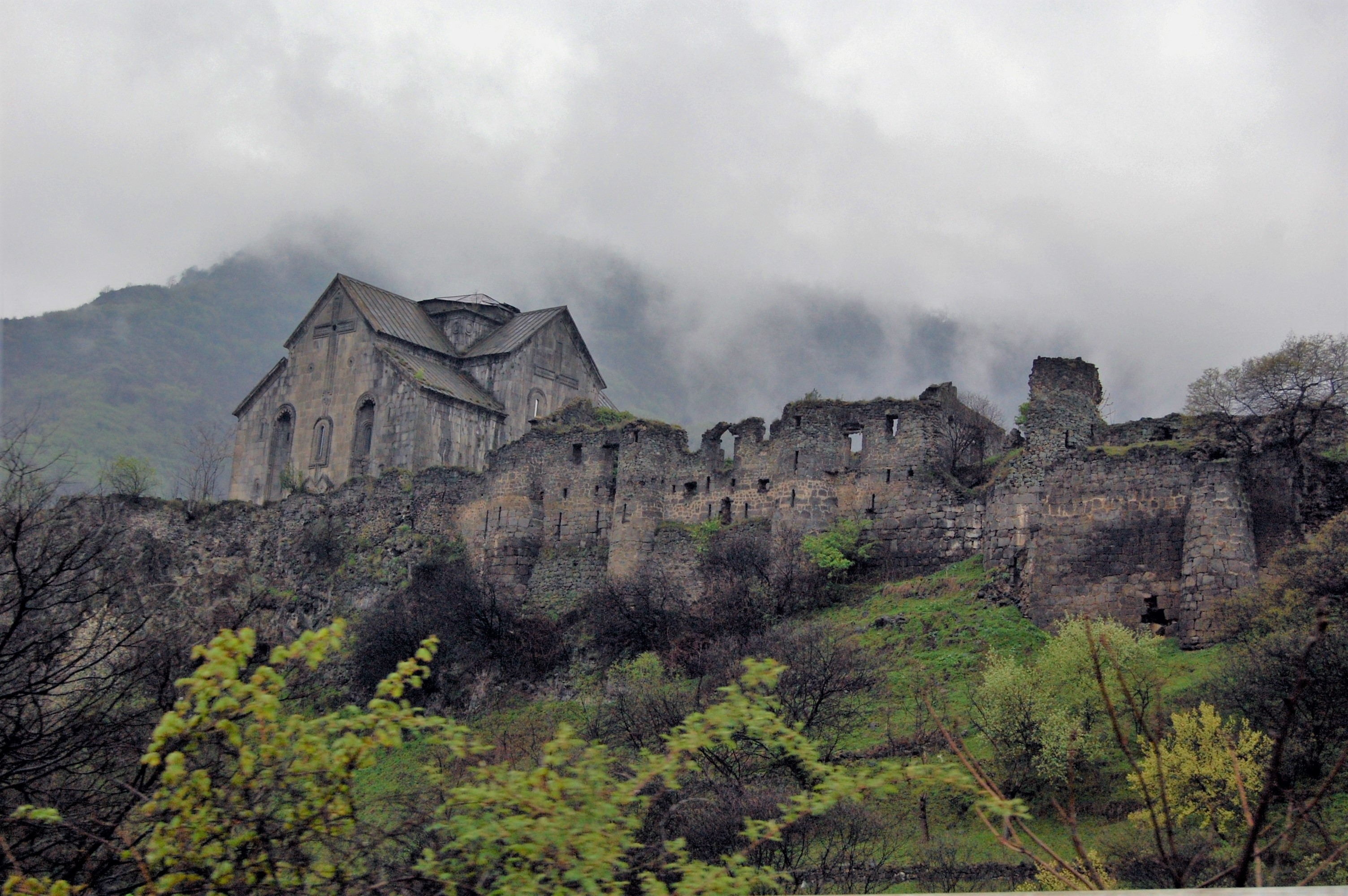
要塞城墙及圣阿斯特瓦察津教堂，自路上观之
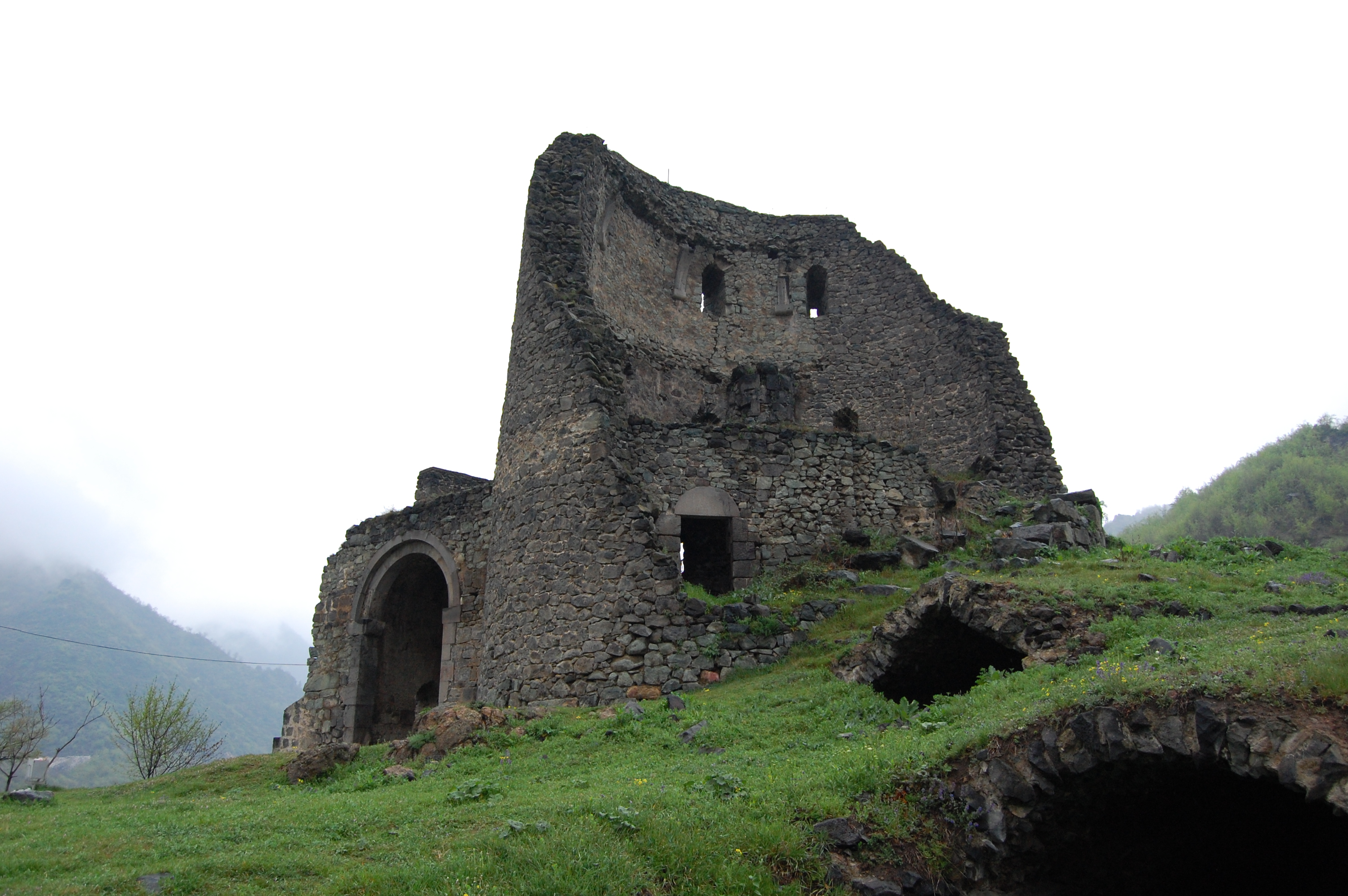
要塞城墙，半成废墟
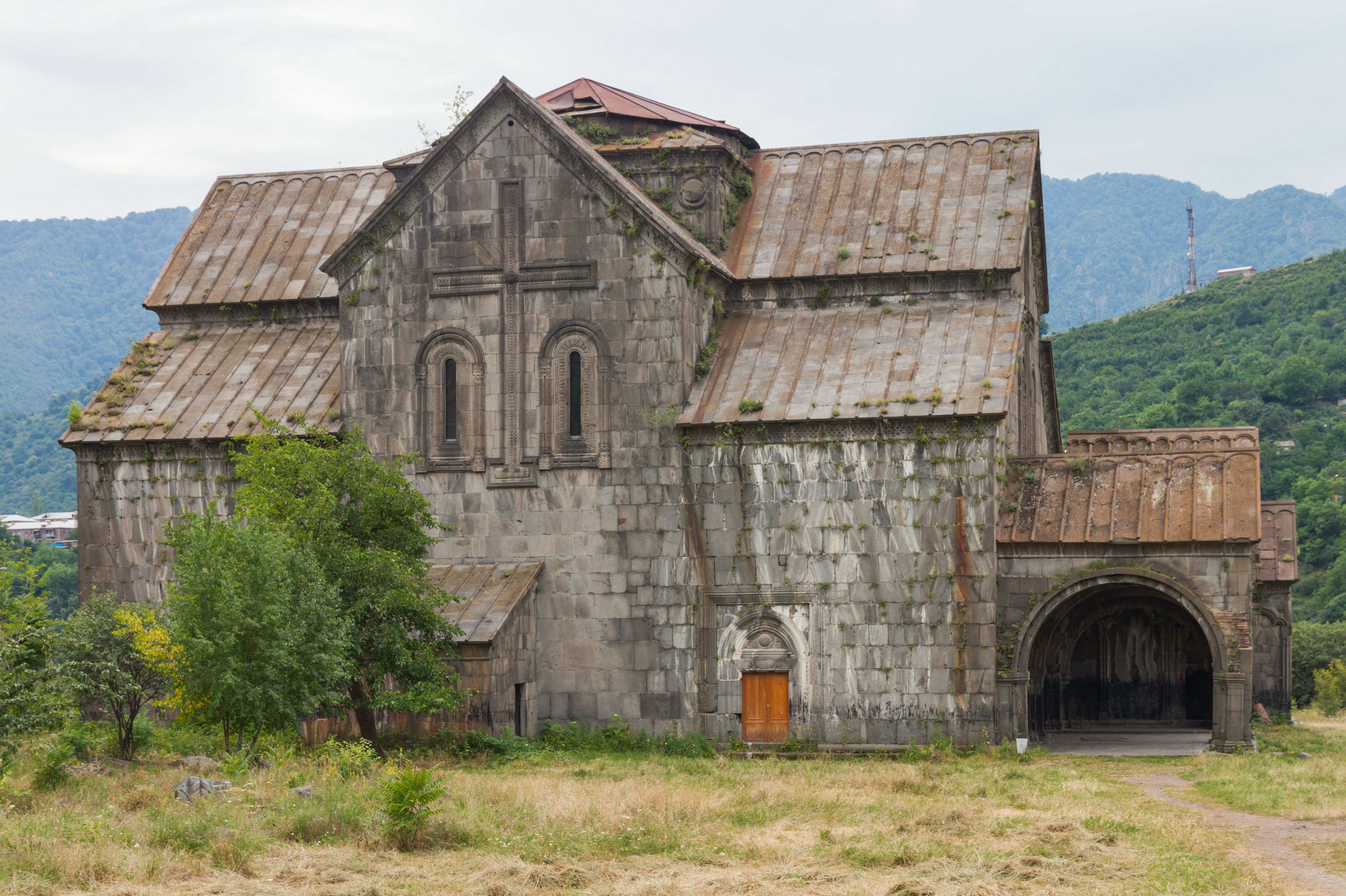
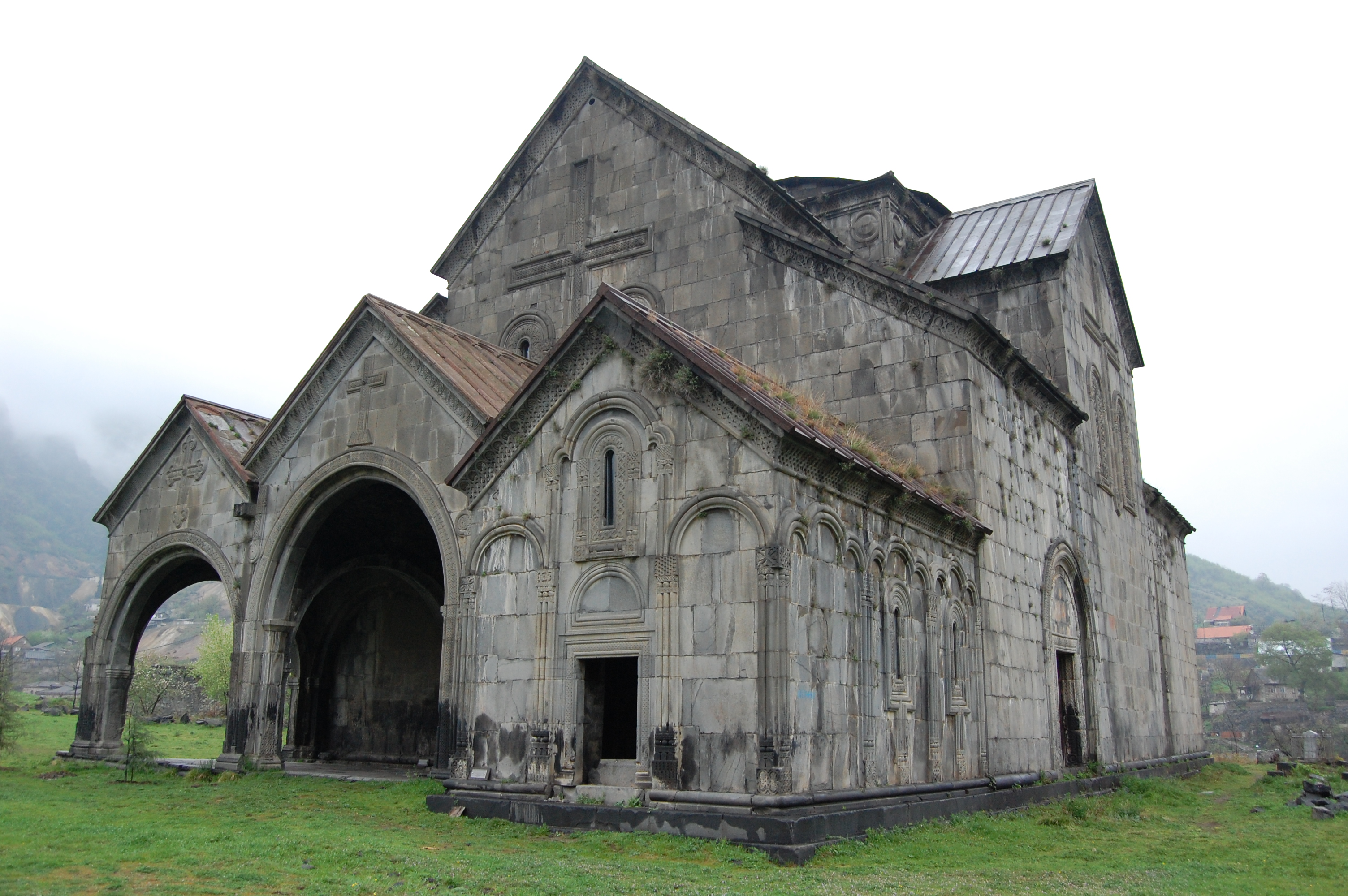
圣阿斯特瓦察津教堂西南两侧立面
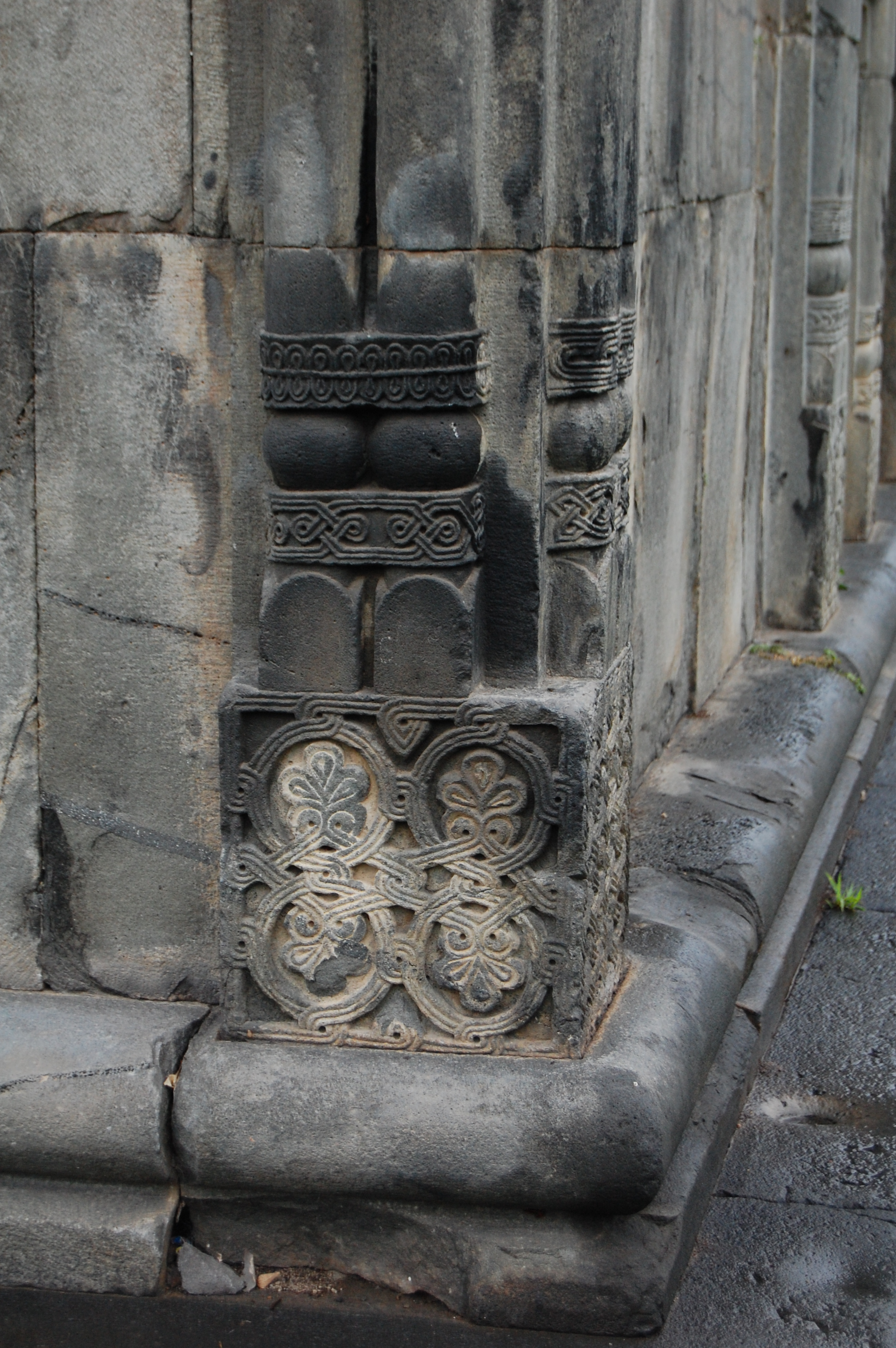
西立面一部
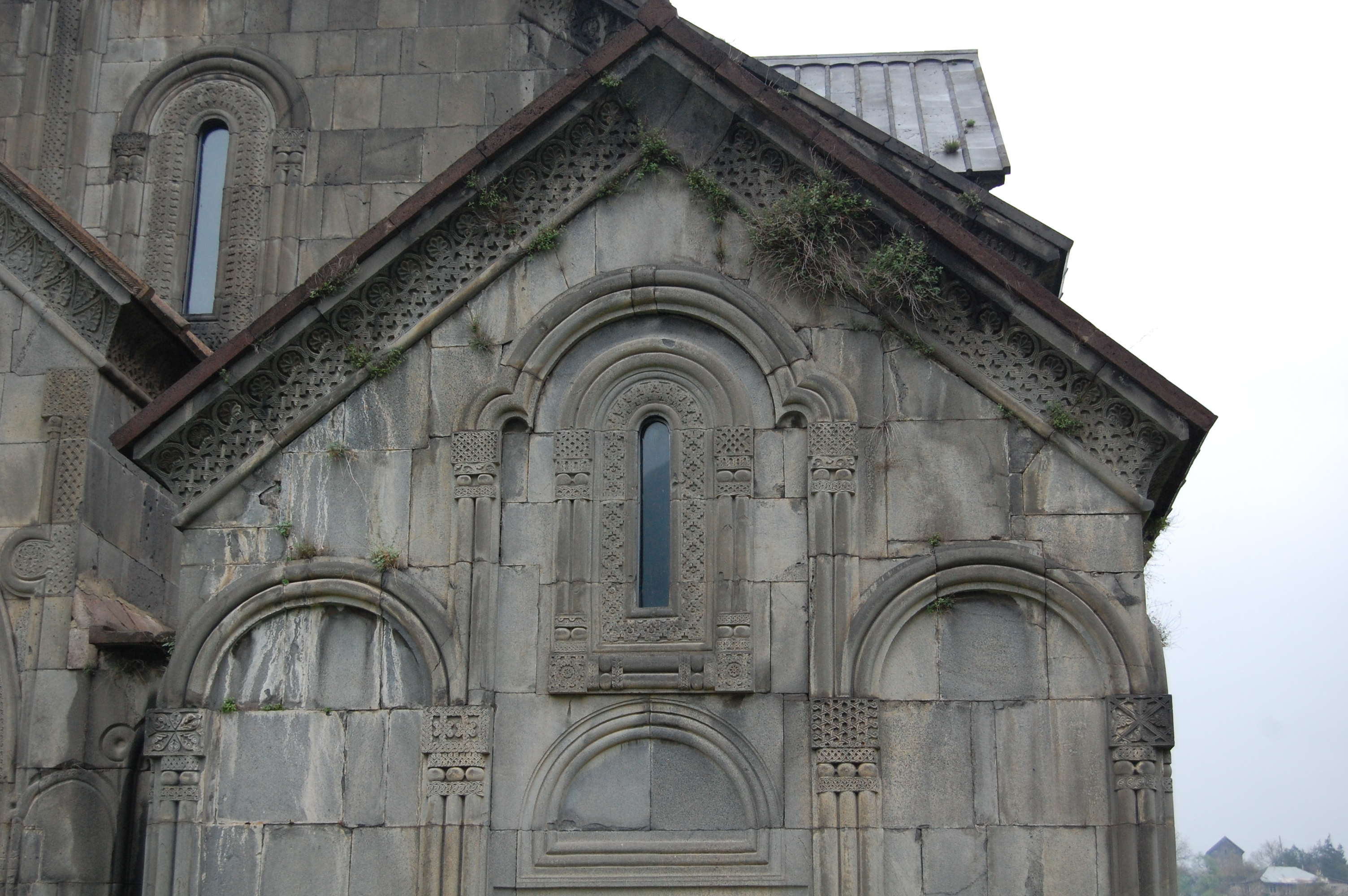
西立面一部
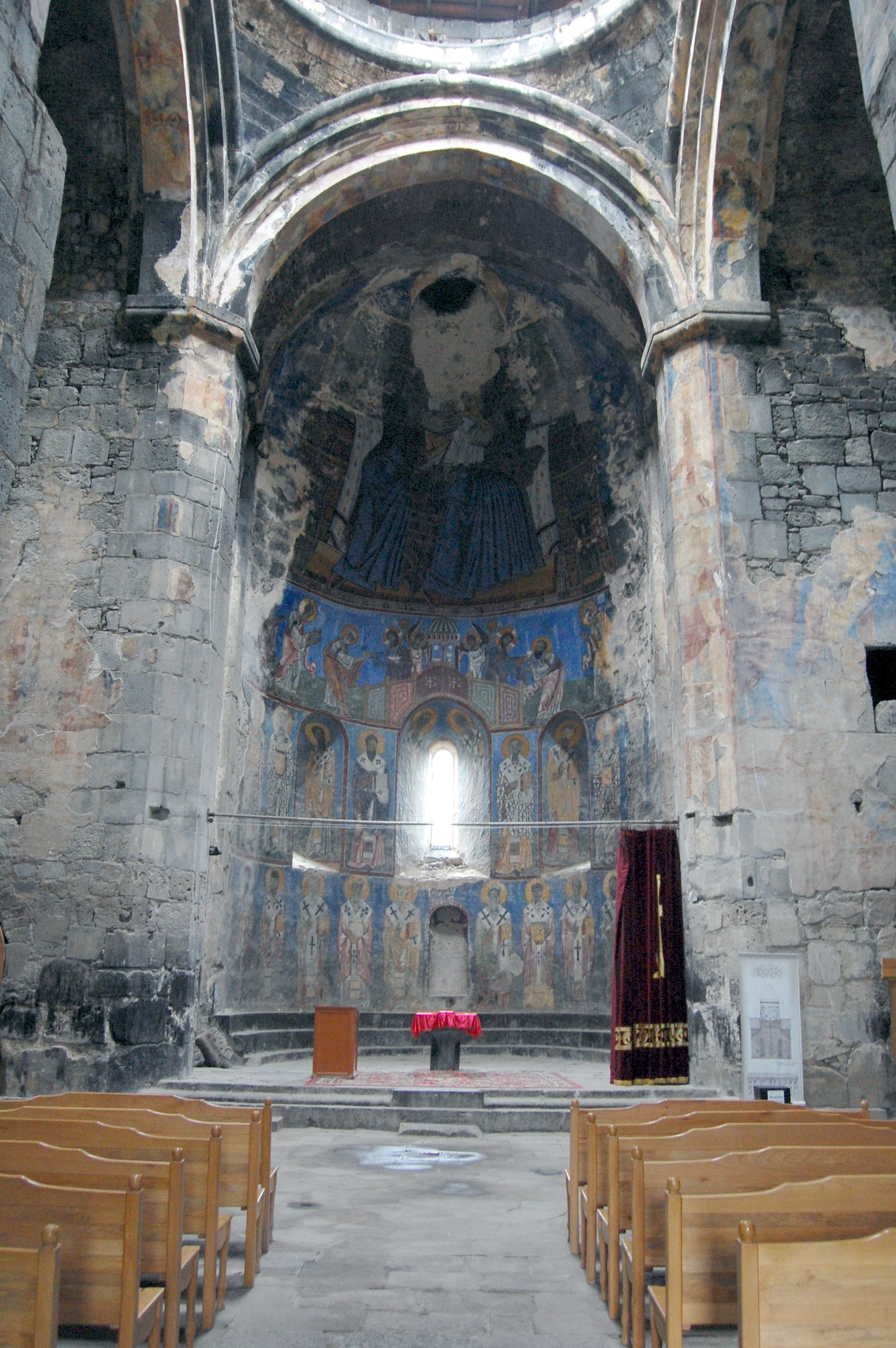
祭台及东墙壁画
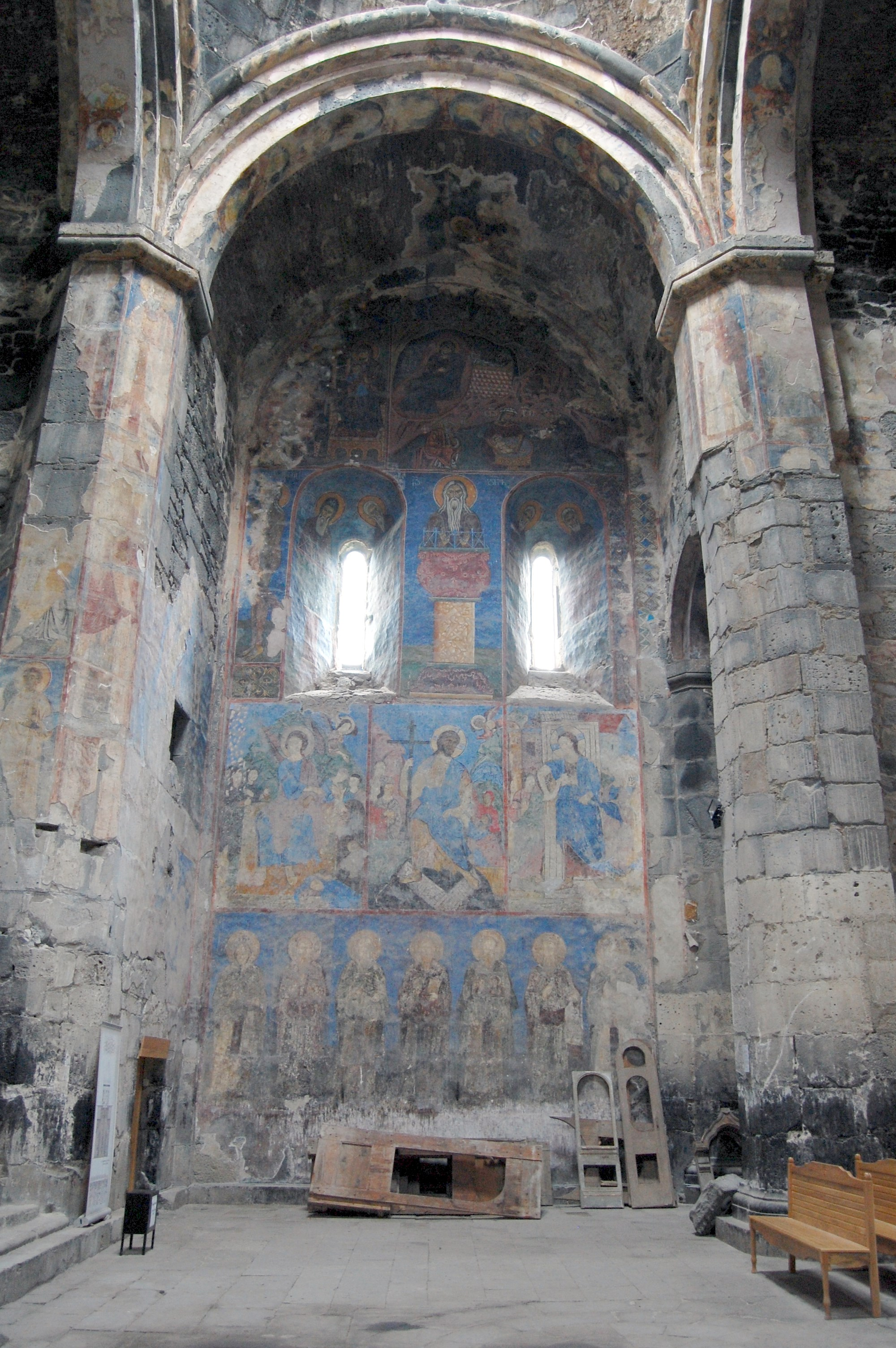
南墙壁画
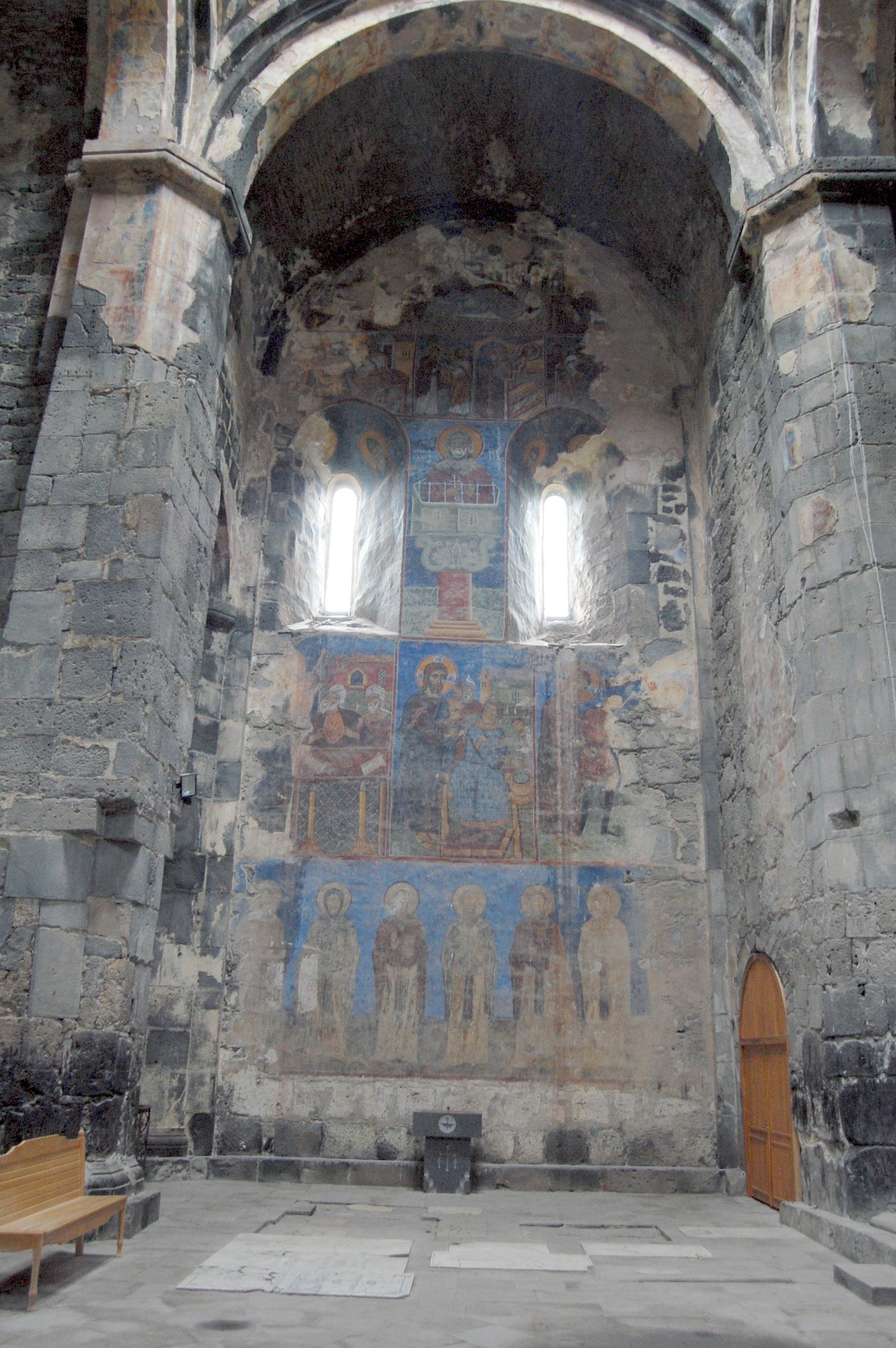
北墙壁画
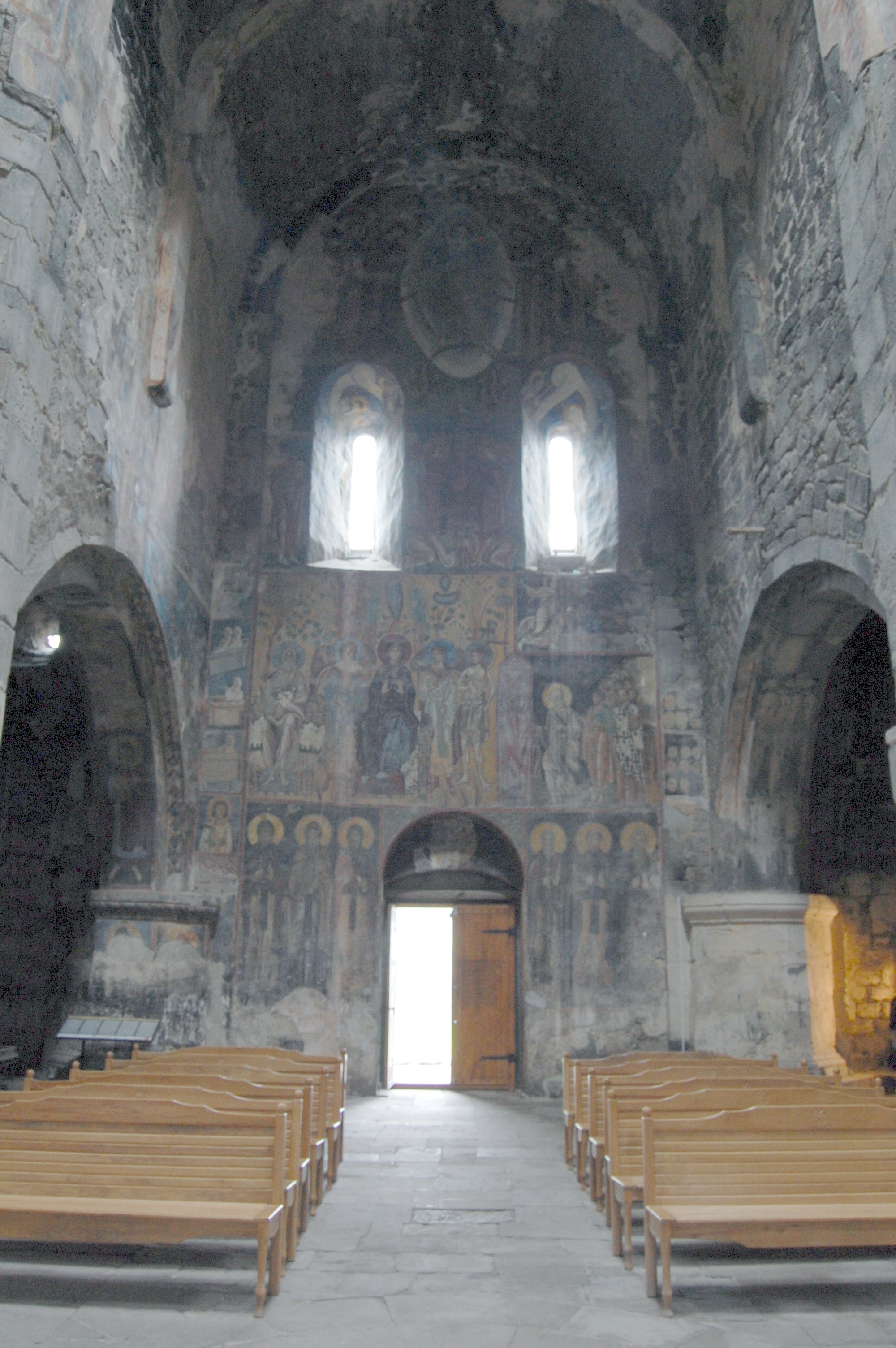
西墙壁画
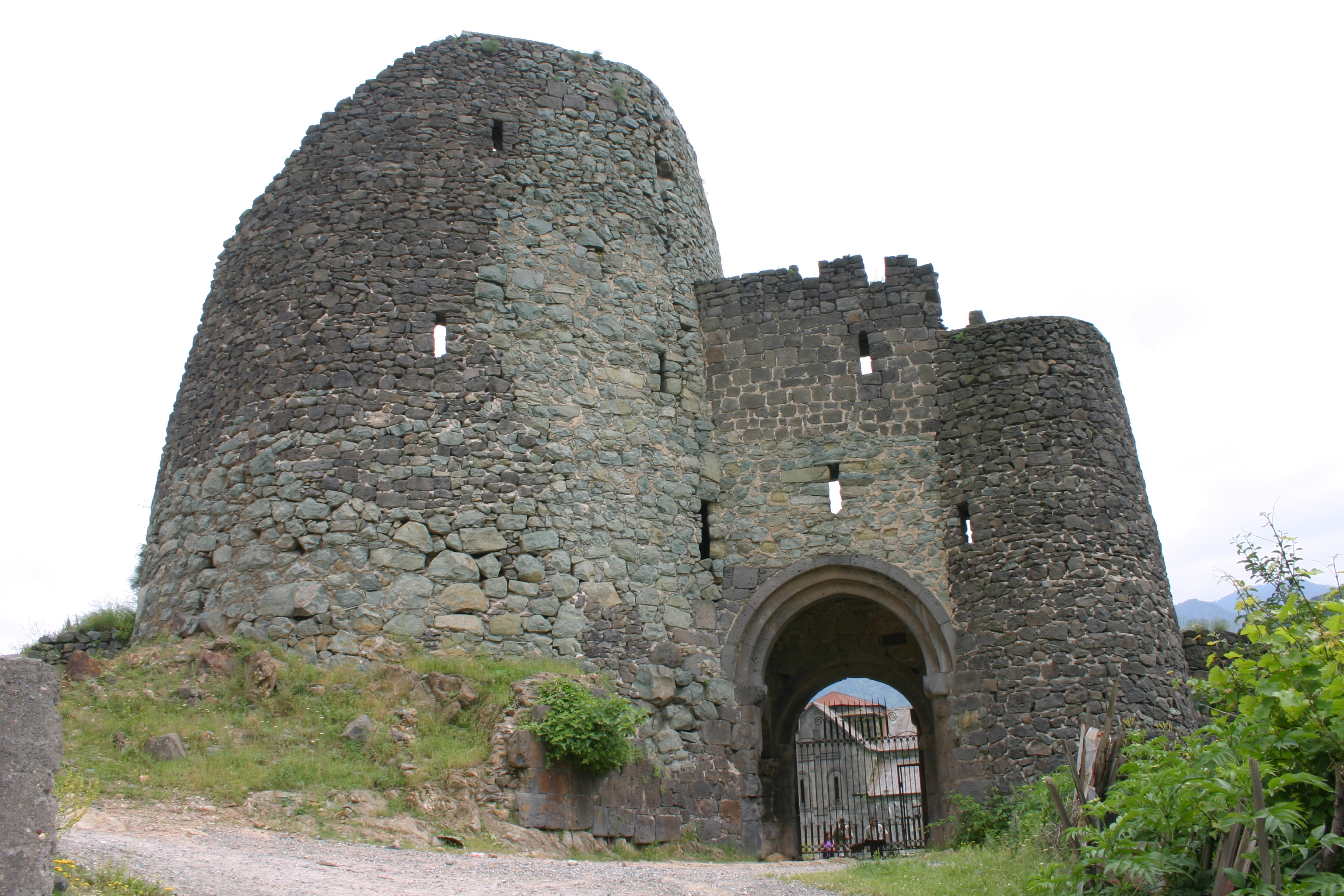
北墙北侧，入城唯一通路
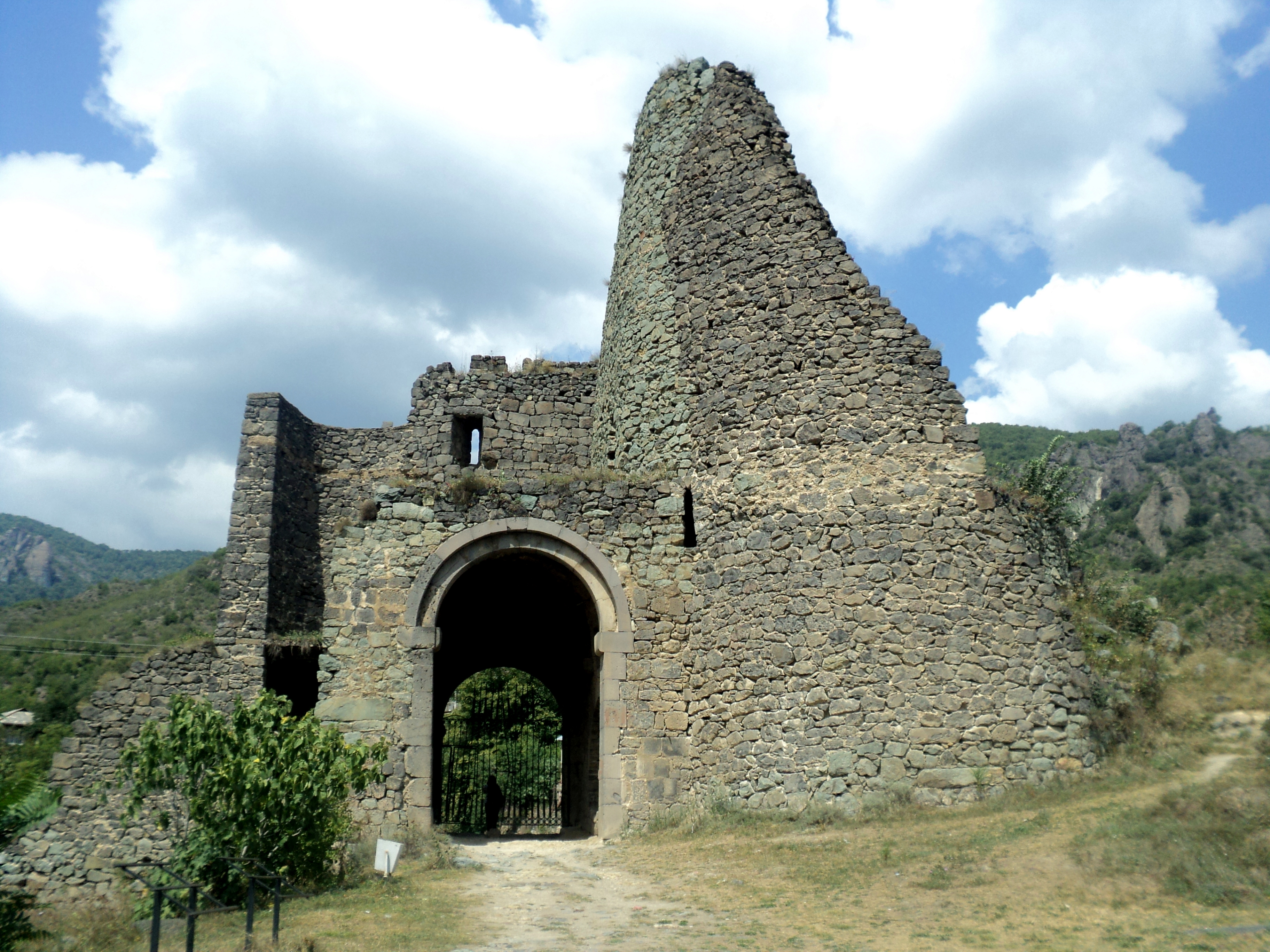
北墙南侧
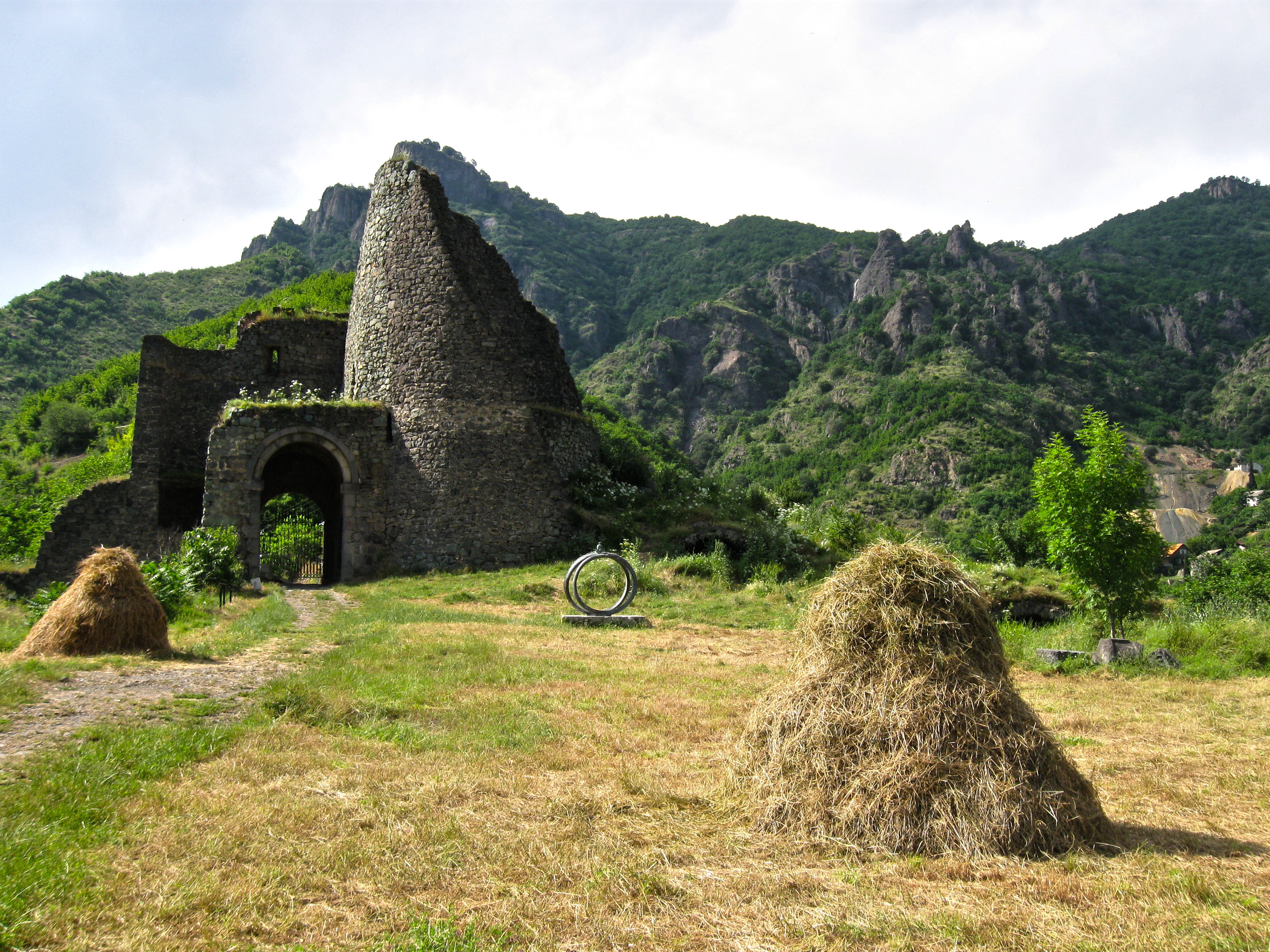
北墙南侧
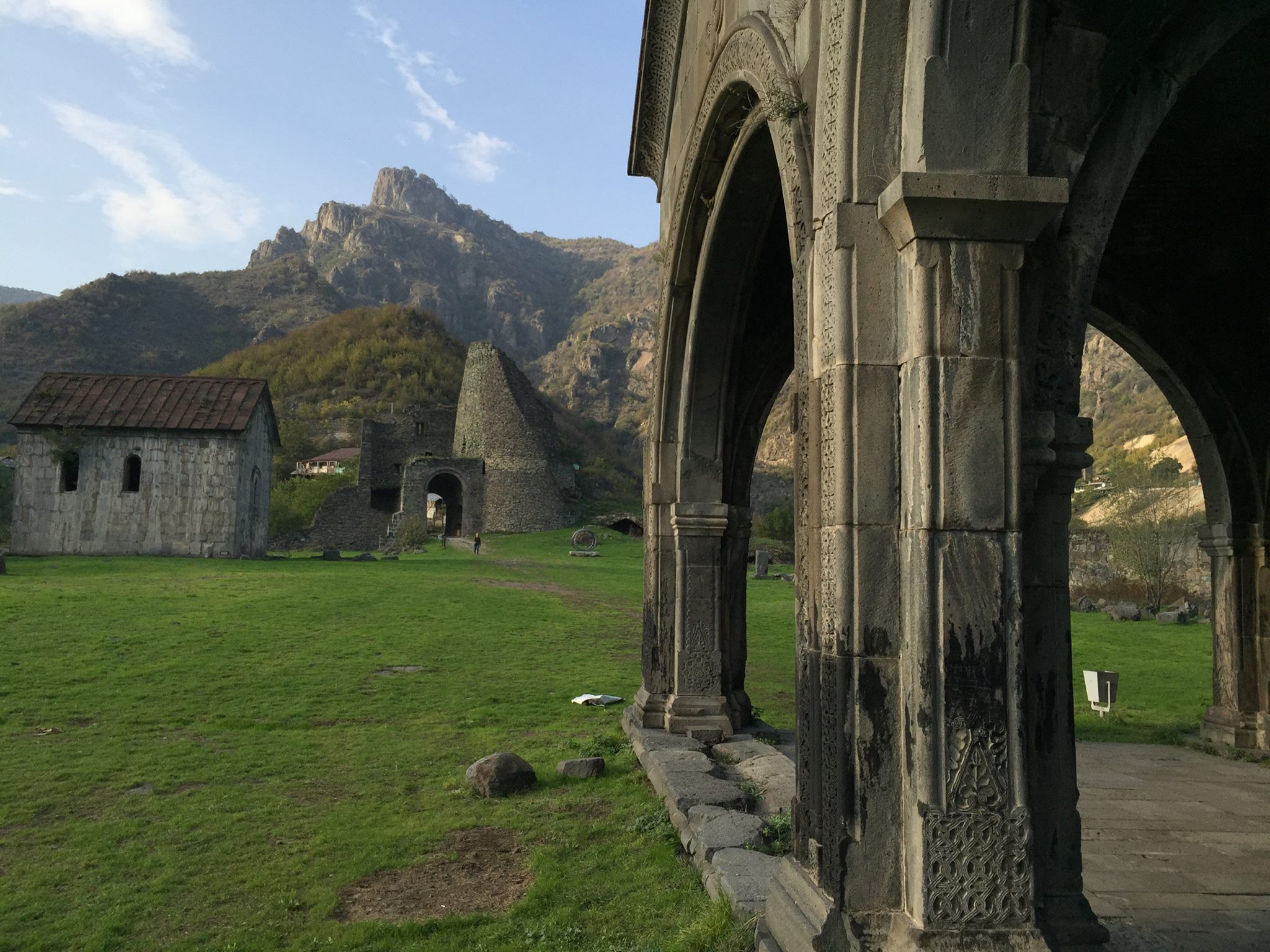
往城门方向观景
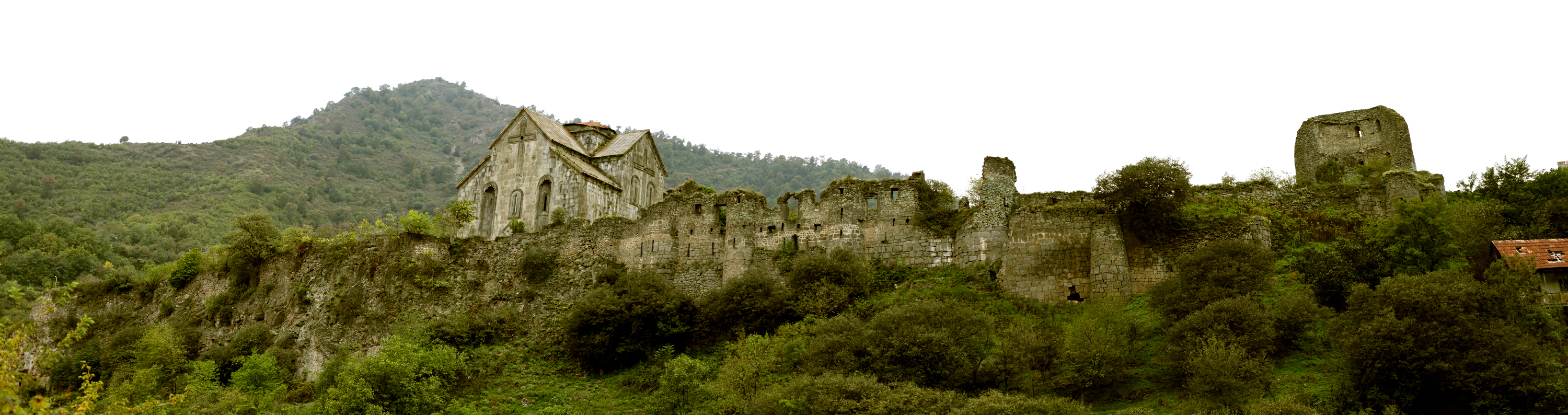
要塞城墙及圣阿斯特瓦察津教堂
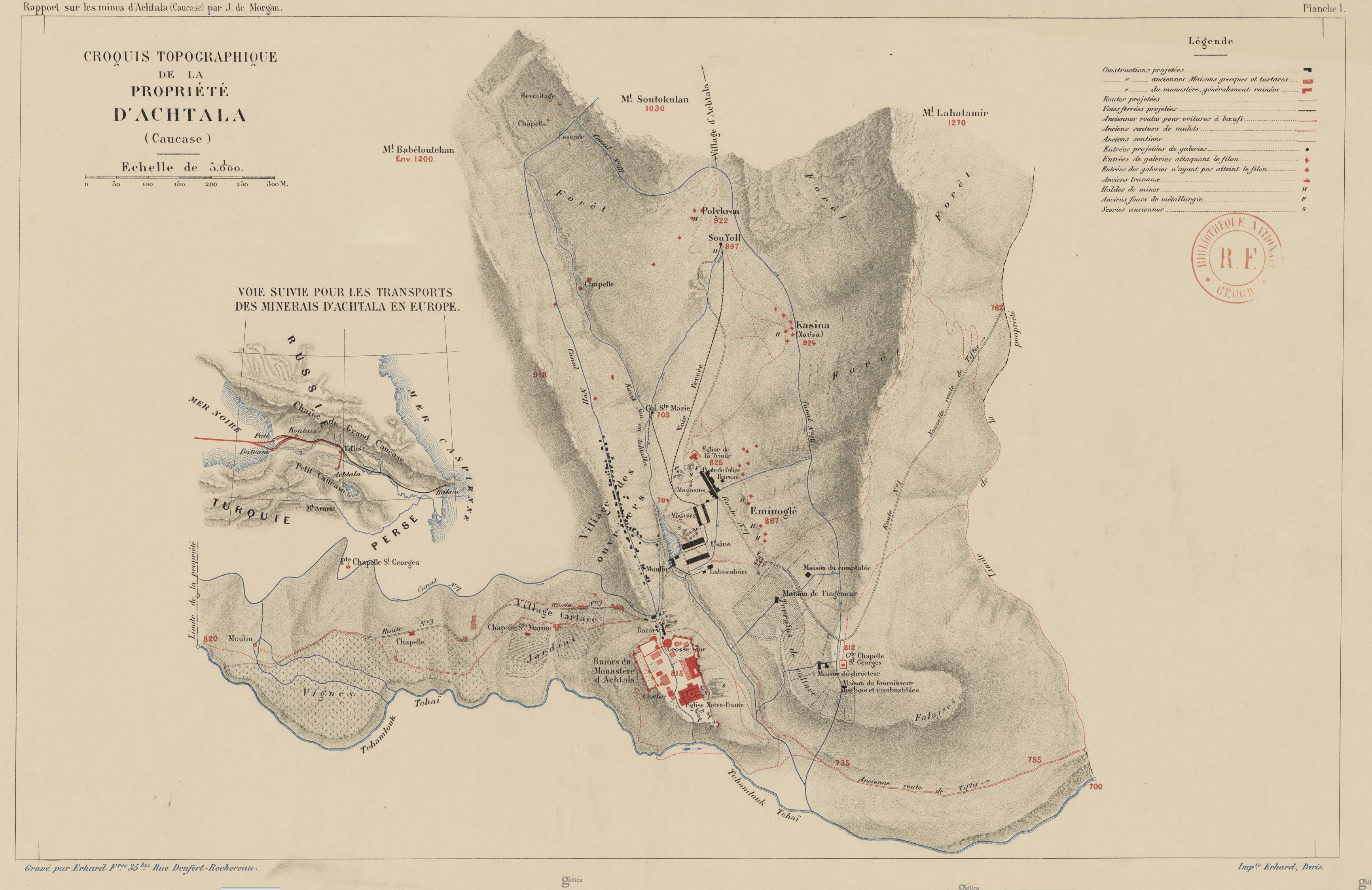
阿赫塔拉地图（1886年）

### 文内引注
1. ↑  古加尔克当地方言俗呼其名为「丘里克」。
2. ↑  又称塔希尔-佐拉盖特王国。
3. ↑  其姓氏「扎卡良」，又有格鲁吉亚化之姓氏「姆哈尔格尔泽利」。
4. ↑  即帖木儿于亚美尼亚语中之称呼，「跛子帖木儿」之意。
5. ↑  按亚美尼亚使徒教会之传统，启蒙者格列高利为亚美尼亚使徒教会首任卡托利科斯。

## 拓展阅读
- Lidov, A. . .
- .  1. Yerevan. 1974.
- Melikset-Bek, L.  3. Yerevan. 1955.
- Jalalian, A.; Kotanjian, N. . . Yerevan. 2002.
- Durnovo, L. . Yerevan. 1957.
- Durnovo, L. . Moscow. 1979.
- Kirion, Bishop. . Tbilisi. 2005.